# Lijst van biermerken
Hieronder staan tabellen met een aantal biermerken uit diverse landen buiten Nederland en België. 

## Albanië
| Merk         | Soort | Alcoholpercentage | Brouwerij   |
| ------------ | ----- | ----------------- | ----------- |
| Birra Tirana | pils  | 4%                | Birra Malto |

## Algerije
| Merk  | Soort | Alcoholpercentage | Brouwerij        |
| ----- | ----- | ----------------- | ---------------- |
| Tango | lager | 4,8-5,2%          | Heineken Algeria |

## Amerikaanse Maagdeneilanden
| Merk           | Soort | Alcoholpercentage | Brouwerij                  |
| -------------- | ----- | ----------------- | -------------------------- |
| Blackbeard Ale | ale   | 5,2%              | Virgin Islands Brewing Co. |

## Antigua en Barbuda
| Merk    | Soort | Alcoholpercentage | Brouwerij       |
| ------- | ----- | ----------------- | --------------- |
| Wadadli | lager | 4,8%              | Antigua Brewery |

## Argentinië
| Merk                   | Soort | Alcoholpercentage | Brouwerij                     |
| ---------------------- | ----- | ----------------- | ----------------------------- |
| Antares Stout Imperial | stout | 8,5%              | Cerveza Artisanal Antares     |
| Igúazu                 | lager | 4,9%              | Cerveceria y Malteria Quilmes |
| Quilmes                | lager | 4,9%              | Cerveceria y Malteria Quilmes |

## Armenië
| Merk    | Soort | Alcoholpercentage | Brouwerij         |
| ------- | ----- | ----------------- | ----------------- |
| 1952    | lager | 4,8%              | Brouwerij Yerevan |
| Erebuni | lager | 6,4%              | Brouwerij Kotayk  |
| Hayer   | lager | 4,9%              | Brouwerij Yerevan |
| Kilikia | lager | 4,4-5,6%          | Brouwerij Yerevan |
| Kotayk  | lager | 5,2-5,6%          | Brouwerij Kotayk  |

## Aruba
| Merk    | Soort | Alcoholpercentage | Brouwerij                  |
| ------- | ----- | ----------------- | -------------------------- |
| Balashi | pils  | 5%                | Brouwerij Nacional Balashi |

## Australië
| Merk                             | Soort      | Alcoholpercentage | Brouwerij                    |
| -------------------------------- | ---------- | ----------------- | ---------------------------- |
| 3 Ravens White                   | witbier    | 5,2%              | 3 Ravens Brewery             |
| Alpha Pale Ale                   | ale        | 5,2%              | Matilda Bay Brewing Company  |
| Black Wattle Original Ale        | ale        | 5,8%              | Barons Brewing Company       |
| Bluetongue Traditional Pilsner   | pils       | 5,8%              | Bluetongue Brewery           |
| Carlton Draught                  | pils       | 4,6%              | Carlton & United Beverages   |
| Cascade Stout                    | stout      | 5,6%              | Cascade Brewery              |
| Coopers Best Extra Stout         | stout      | 6,3%              | Coopers Brewery              |
| Coopers Extra Strong Vintage Ale | ale        | 7,5%              | Coopers Brewery              |
| Coopers Sparkling Ale            | ale        | 5,8%              | Coopers Brewery              |
| Dogbolter Dark Lager             | dark lager | 5,2%              | Matilda Bay Brewing Company  |
| First Harvest Ale                | ale        | 5,5%              | Cascade Brewery              |
| Forester Pale Ale                | pale ale   | 5,5%              | Two Metre Tail Company       |
| Hef                              | hefeweizen | 5%                | Burleigh Brewing             |
| Hightal Ale                      | ale        | 4,5%              | Mountain Goat Brewery        |
| Huon Dark Ale                    | ale        | 5,5%              | Two Metre Tail Company       |
| James Boag's Premium Lager       | lager      | 5%                | James Boag and Son           |
| James Squire Golden Ale          | ale        | 4,5%              | Malt Shovel Brewery          |
| James Squire Original Amber Ale  | ale        | 5%                | Malt Shovel Brewery          |
| James Squire Pilsener            | pils       | 5%                | Malt Shovel Brewery          |
| Knappstein Reserve Lager         | lager      | 5,6%              | Knapstein Enterprise Brewery |
| Little Creatures Pale Ale        | pale ale   | 5,2%              | Little Creatures Brewery     |
| Moo Brew Pilsner                 | pils       | 5%                | Moo Brew                     |
| Moonshine                        | gerstewijn | 8,5%              | Grand Ridge Brewery          |
| Murray's Best Extra Porter       | porter     | 8%                | Murray's Craft Brewing Co.   |
| Red Duck Porter                  | porter     | 6,4%              | Red Duck                     |
| Red Hill Christmas Ale           | kerstbier  | 7,5%              | Red Hill Brewery             |
| Redoak Baltic Porter             | porter     | 9%                | Redoak Brewery               |
| Redoak Framboise Froment         | fruitbier  | 5%                | Redoak Brewery               |
| Redoak Special Reserve           | gerstewijn | 12%               | Redoak Brewery               |
| Rogers' Beer                     | ale        | 3,8%              | Little Creatures Brewery     |
| Scotch Ale                       | ale        | 5,8%              | Red Hill Brewery             |
| Southwark Old Stout              | stout      | 7,4%              | South Australian Brewing     |
| Stone & Wood Pale Lager          | lager      | 4,7%              | Stone & Wood                 |
| XXXX                             | lager      | 2,3% - 4,8%       | Castlemaine Perkins          |

## Azerbeidzjan
| Merk     | Soort | Alcoholpercentage | Brouwerij    |
| -------- | ----- | ----------------- | ------------ |
| Xirdalan | lager | 4,8-5,3%          | Baltika-Baku |

## Bahama's
| Merk  | Soort | Alcoholpercentage | Brouwerij            |
| ----- | ----- | ----------------- | -------------------- |
| Kalik | lager | 5%                | Commonwealth Brewery |

## Barbados
| Merk  | Soort | Alcoholpercentage | Brouwerij                |
| ----- | ----- | ----------------- | ------------------------ |
| Banks | lager | 4,7%              | Brouwerij Banks Barbados |

## België
- Belgische biercultuur
- Lijst van Belgische bieren

## Bosnië en Herzegovina
| Merk            | Soort | Alcoholpercentage | Brouwerij         |
| --------------- | ----- | ----------------- | ----------------- |
| Sarajevsko Pivo | lager | 4,9%              | Sarajevska Pivara |

## Brazilië
| Merk               | Soort    | Alcoholpercentage | Brouwerij              |
| ------------------ | -------- | ----------------- | ---------------------- |
| Baden Baden 1999   | bitter   | 5,2%              | Cervejaria Baden Baden |
| Baden Baden Stout  | stout    | 7,5%              | Cervejaria Baden Baden |
| Bamberg Rauchbier  | rookbier | 5%                | Cervejaria Bamberg     |
| Brahma             | lager    | 5%                | AB-InBev               |
| DaDo Belgian Ale   | ale      | 8,5%              | DaDo Bier              |
| Demoiselle         | porter   | 6%                | Cervejaria Colorado    |
| Eisenbahn Dunkel   | dunkel   | 4,8%              | Cervejaria Eisenbahn   |
| Eisenbahn Kölsch   | Kölsch   | 4,8%              | Cervejaria Eisenbahn   |
| Eisenbahn Pale Ale | pale ale | 4,8%              | Cervejaria Eisenbahn   |
| Xingu Black Beer   | lager    | 4,6%              | Cervejarias Kaiser SA  |

## Bulgarije
| Merk           | Soort   | Alcoholpercentage | Brouwerij                    |
| -------------- | ------- | ----------------- | ---------------------------- |
| Kamenitza      | lager   | divers (0-5%)     | Brouwerij Kamenitza          |
| Stolichno Bock | bokbier | 6,5%              | Brouwerij Zagorka (Heineken) |
| Zagorka        |         | divers            | Brouwerij Zagorka (Heineken) |

## Cambodja
| Merk               | Soort | Alcoholpercentage | Brouwerij          |
| ------------------ | ----- | ----------------- | ------------------ |
| Anchor Beer        | lager |                   | Cambodia Brewery   |
| Angkor Beer        | lager | 5,2%              | Cambrew Ltd        |
| Angkor Extra Stout | stout | 8%                | Cambrew Ltd        |
| Bayon Beer         | lager | 4,6%              | Cambrew Ltd        |
| Black Panther      | stout | 8%                | Cambrew Ltd        |
| Cambodia Lager     | lager |                   | Phnom Penh Brewery |
| Gold Crown         | lager |                   | Cambodia Brewery   |
| Kingdom Dark Lager | lager |                   | Kingdom Breweries  |
| Kingdom Pilsener   | pils  |                   | Kingdom Breweries  |
| Klang Beer         | lager | 6%                | Cambrew Ltd        |

## Canada
| Merk                           | Soort        | Alcoholpercentage | Brouwerij                          |
| ------------------------------ | ------------ | ----------------- | ---------------------------------- |
| Amnesiac Double IPA            | IPA          | 8,5%              | Phillips Brewing Company           |
| Black Oat Nut Brown Ale        | ale          | 5%                | Black Oat Brewing Company          |
| Black Oat Pale Ale             | pale ale     | 5%                | Black Oat Brewing Company          |
| Blanche de Chambly             | witbier      | 5%                | Unibroue                           |
| Boréale Blanche                | witbier      | 4,2%              | Les Brasseurs du Nord              |
| Brockton IPA                   | IPA          | 6%                | Granville Island Brewing           |
| Coup de Grisou                 | boekweitbier | 5%                | Les Brasseurs RJ                   |
| Dernière Volonté               |              | 6,5%              | Brasserie Artisanale Dieu du Ciel! |
| Ephémère (Apple)               | fruitbier    | 5,5%              | Unibroue                           |
| Garrison Imperial Pale Ale     | pale ale     | 7%                | Garrison Brewing Company           |
| Grand Baltic Porter            | porter       | 9%                | Garrison Brewing Company           |
| Granite Best Bitter Speciaal   | bitter       | 4,5%              | Granite Brewery                    |
| Humulus Ludricous              |              | 8%                | Half Pints Brewing Company         |
| Iron Duke                      | winterbier   | 6,5%              | Wellington County Brewery          |
| King Pilsner                   | pils         | 4,8%              | King Brewery                       |
| MacKroken Flower               |              | 10,8%             | Le Bilbboquet                      |
| Maudite                        |              | 8%                | Unibroue                           |
| McNally's Extra Ale            | ale          | 7%                | Big Rock Brewery                   |
| Mill Street Coffee Porter      | porter       | 5,5%              | Mill Street Brewery                |
| Mitchell's ESB                 | bitter       | 5,2%              | Spinnakers Brewpub                 |
| Olde Deuteronomy Barleywine    | gerstewijn   | 10%               | Alley Kat Brewing                  |
| Palliser Porter                | porter       | 5,8%              | Bushwakker Brewing Company         |
| Phillips Original IPA          | IPA          | 6,5%              | Phillips Brewing Company           |
| Propeller Extra Special Bitter | bitter       | 5%                | Propeller Brewing Company          |
| Propeller IPA                  | IPA          | 6,5%              | Propeller Brewing Company          |
| Rosée d'Hibiscus               | ale          | 5%                | Brasserie Artisanale Dieu du Ciel! |
| Route des Épices               | kruidenbier  | 5%                | Brasserie Artisanale Dieu du Ciel! |
| St-Ambroise Pale Ale           | pale ale     | 5%                | Brasserie McAuslan Brewing         |
| St-Ambroise Oatmeal Stout      | stout        | 5%                | Brasserie McAuslan Brewing         |
| Terrible                       |              | 10,5%             | Unibroue                           |
| Trois Pistoles                 |              | 9%                | Unibroue                           |
| Wild Rose Cherry Porter        | porter       | 6,5%              | Wild Rose Brewery                  |

## China
| Merk          | Soort | Alcoholpercentage | Brouwerij                                     |
| ------------- | ----- | ----------------- | --------------------------------------------- |
| Snow          | pils  | 3,9%              | CR Snow                                       |
| Tsingtao      | pils  | 5%                | Tsingtao brewery Co. Ltd.                     |
| Zhujiang Beer | pils  | 5,3%              | Brouwerij Guangzhou Zhujiang (28,6% AB InBev) |

## Cuba
| Merk                 | Soort         | Alcoholpercentage | Brouwerij           |
| -------------------- | ------------- | ----------------- | ------------------- |
| Bucanero Fuerte      | lager         | 5,4%              | Bucanero Cerveceria |
| Bucanero Max         | premium lager | 6,5%              | Bucanero Cerveceria |
| Cristal              | lager         |                   | Bucanero Cerveceria |
| Mayabe Calidad Extra | lager         | 5%                | Bucanero Cerveceria |

## Curaçao
| Merk          | Soort | Alcoholpercentage | Brouwerij                                   |
| ------------- | ----- | ----------------- | ------------------------------------------- |
| Amstel Bright | pils  | 5%                | Antilliaanse brouwerij (Heineken), tot 2005 |

## Cyprus
| Merk      | Soort      | Alcoholpercentage | Brouwerij     |
| --------- | ---------- | ----------------- | ------------- |
| Keo beer  | pils       | 5%                | KEO brouwerij |
| Keo Light | light pils | 3,5%              | KEO brouwerij |

## Denemarken
| Merk                          | Soort     | Alcoholpercentage | Brouwerij                          |
| ----------------------------- | --------- | ----------------- | ---------------------------------- |
| Amager IPA                    | IPA       | 7%                | Amager Bryghus                     |
| Bombay Pale Ale               | ale       | 6,5%              | Nørrebro Bryghus                   |
| Carlsberg                     | pils      | 5%                | Brouwerij Carlsberg                |
| Elephant Beer                 | pils      | 7,2%              | Brouwerij Carlsberg                |
| Faxe                          | pils      | divers            | Faxe Bryggeri                      |
| Jacobson Saaz Blonde          | blond     | 7,1%              | Husbryggeriet Jacobsen (Carlsberg) |
| Jacobson Sommer Wit           | witbier   | 5,1%              | Husbryggeriet Jacobsen (Carlsberg) |
| Julebuk                       | kerstbier | 6,3%              | Søgaards Bryghus                   |
| Limfjords Porter              | porter    | 7,9%              | Thysted Bryghus                    |
| Little Korkny Ale             | ale       | 12,25%            | Nørrebro Bryghus                   |
| Midtfyns Imperial Stout       | stout     | 9,5%              | Midtfyns Bryghus                   |
| Mikkeller Beer Geek Breakfast | stout     | 7,5%              | Mikkeller                          |
| Mikkeller Black               | stout     | 17,5%             | Mikkeller                          |
| Mikkeler From To              | porter    | 8%                | Mikkeller                          |
| Odense Pilsner                | pils      | 4,6%              | Albani Bryggerierne                |
| Tuborg                        | pils      | 4,5%              | Tuborg (Carlsberg)                 |

## Dominicaanse Republiek
| Merk       | Soort | Alcoholpercentage | Brouwerij                      |
| ---------- | ----- | ----------------- | ------------------------------ |
| Presidente | lager | 5%                | Cerveceria Nacional Dominicana |

## Dominica
| Merk   | Soort | Alcoholpercentage | Brouwerij                        |
| ------ | ----- | ----------------- | -------------------------------- |
| Kubuli | lager | 5%                | Dominica Brewery & Beverages Ltd |

## Duitsland
- Lijst van Duitse bieren

## Egypte
| Merk        | Soort | Alcoholpercentage | Brouwerij                  |
| ----------- | ----- | ----------------- | -------------------------- |
| Meister Max | lager | 8%                | Al Ahram Beverages Company |
| Sakara Gold | lager | 4%                | Al Ahram Beverages Company |
| Stella      | lager | 4,5%              | Al Ahram Beverages Company |

## Engeland
| Merk                                | Soort                   | Alcoholpercentage | Brouwerij                     |
| ----------------------------------- | ----------------------- | ----------------- | ----------------------------- |
| 1698                                | ale                     | 6,5%              | Shepherd Neame                |
| Adnams Broadside                    | ale                     | 6,3%              | Adnams                        |
| Adnams The Bitter                   | bitter                  | 4,5%              | Adnams                        |
| Arctic Global Warner                | ale                     | 15%               | North Cotswold Brewery        |
| Barnsley Bitter                     | bitter                  | 3,8%              | Acorn Brewery                 |
| Barnsley Bitter                     | bitter                  | 3,8%              | Acorn Brewery                 |
| Batemans Triple X3                  | ale                     | 4,8%              | Batemans Brewery              |
| Batemans Victory Ale                | ale                     | 6%                | Batemans Brewery              |
| Bee's Organic Ale                   | ale                     | 4,5%              | Arkell's Brewery              |
| Benedictus                          | gerstewijn              | 8,4%              | Durham Brewery                |
| Bishops Finger                      | ale                     | 5,4%              | Shepherd Neame                |
| Black Adder                         | stout                   | 5,3%              | Mauldons                      |
| Black Sheep Best Bitter             | bitter                  | 3,8%              | Black Sheep Brewery           |
| Blandford Fly                       | ale                     | 5,2%              | Hall & Woodhouse              |
| Brakspear Bitter                    | bitter                  | 3,4%              | Brakspear Brewing Company     |
| Brackspear Triple                   | tripel                  | 7,2%              | Brakspear Brewing Company     |
| British Bulldog                     | bitter                  | 4,3%              | Westerham Brewery Co          |
| Brodie's Prime                      |                         | 4,9%              | Hawkshead Brewery             |
| Butcombe Gold                       |                         | 4,7%              | Butcombe Brewery              |
| Combined Harvest                    | bitter                  | 4,7%              | Batemans Brewery              |
| Cornish Knocker                     | ale                     | 4,5%              | Skinner's Brewery             |
| Devonshire 10'der'                  | gerstewijn              | 10%               | Country Life Brewery          |
| Dorothy Goodbody's Wholesome Stout  | stout                   | 4,6%              | Wye Valley Brewery            |
| Double Maxim                        | ale                     | 4,7%              | Double Maxim Beer Company     |
| East Street Cream                   | ale                     | 5%                | RCH Brewery                   |
| Espresso                            | koffiebier              | 4,2%              | Dark Star                     |
| Exmoor Beast                        | porter                  | 6,6%              | Exmoor Ales                   |
| Exmoor Gold                         |                         | 4,5%              | Exmoor Ales                   |
| Fuller's ESB                        | bitter                  | 5,5%/5,9%         | Fuller, Smith & Turner        |
| Fuller's Golden Pride               | gerstewijn              | 8,5%              | Fuller, Smith & Turner        |
| Fuller's London Porter              | Porter                  | 5,4%              | Fuller, Smith & Turner        |
| Fuller's London Pride               | ale                     | 4,7%              | Fuller, Smith & Turner        |
| Fuller's Vintage Ale                | ale                     | 8,5%              | Fuller, Smith & Turner        |
| Gale's Prize Old Ale                | gerstewijn              | 9%                | Fuller, Smith & Turner        |
| Greene King Abbot Ale               | ale                     | 5%                | Green King                    |
| Harvest Pale                        |                         | 4,3%              | Harveys Brewery               |
| Harveys Christmas Ale               | gerstewijn              | 8,1%              | Harveys Brewery               |
| Harveys Imperial Extra Double Stout | stout                   | 9%                | Harveys Brewery               |
| Hereford Pale Ale                   | ale                     | 4%                | Wye Valley Brewery            |
| Highgate Old Ale                    | ale                     | 5,3%              | Highgate Brewery              |
| Hobgoblin                           |                         | 4,5%              | Wychwood Brewery              |
| Hobsons Postman's Knock             | ale                     | 4,8%              | Hobsons Brewery               |
| Honey Dew                           | honingbier (biologisch) | 5%                | Fuller, Smith & Turner        |
| Honey Spice Triple                  | honingbier              | 9%                | Sharp's Brewery               |
| Hook Norton Double Stout            | stout                   | 4,8%              | Hook Norton Brewery           |
| J.W.Lees Bitter                     | bitter                  | 4%                | J.W.Lees                      |
| JHB                                 | bitter                  | 4,2%              | Oakham Ales                   |
| Little Scotney Pale Ale             | ale                     | 4%                | Westerham Brewery Co.         |
| Mackeson Stout                      | stout                   | 3%                | AB-InBev                      |
| Manns Brown Ale                     | ale                     | 2,8%              | Marston"s                     |
| Martha's Mild                       |                         | 5,3%              | Teignworthy Brewery           |
| Meantime Chocolate Porter           | porter                  | 6,5%              | Meantime Brewery              |
| Meantime India Pale Ale             | IPA                     | 7,5%              | Meantime Brewery              |
| Meantime London Pale Ale            | ale                     | 4,7%              | Meantime Brewery              |
| Meantime London Porter              | porter                  | 6,5%              | Meantime Brewery              |
| Meantime London Stout               | stout                   | 4,5%              | Meantime Brewery              |
| Moonraker                           | gerstewijn              | 7,5%              | J.W.Lees                      |
| Moorhouse's Black Cat               | mild ale                | 3,4%              | Moorhouse's Brewery           |
| Morrissey Fox Blonde                | lager                   | 4,2%              | Morrissey Fox Brewery         |
| Newcastle Brown Ale                 | ale                     | 4,7%              | Newcastle Federation          |
| Nightmare                           | porter                  | 5%                | Nick Staford's Hambleton Ales |
| Nottingham Extra Pale Ale           | ale                     | 4,2%              | Nottingham Brewery            |
| O'Hanlon's Port Stout               | stout                   | 4,8%              | O'Hanlon's Brewing Company    |
| Old Empire                          | ale                     | 5,7%              | Marston's                     |
| Old Freddy Walker                   | winterbier              | 7,3%              | Moor Beer Company             |
| Old Hooky                           | bitter                  | 4,6%              | Hook Norton Brewery           |
| Old Peculier                        | ale                     | 5,6%              | Theakston                     |
| Old Slug Porter                     | porter                  | 4,5%              | RCH Brewery                   |
| Old Tom Strong Ale                  | ale                     | 8,5%              | Frederic Robinson             |
| Otter Head                          |                         | 5,8%              | Otter Brewery                 |
| Pale Rider                          |                         | 5,2%              | Kelham Island                 |
| Pedigree                            | ale                     | 4,5%              | Marston's                     |
| Pendle Witches Brew                 |                         | 5,1%              | Moorhouse's Brewery           |
| Proper Job                          | ale                     | 5,5%              | St.Austell Brewery            |
| Ridgeway Foreign Export Stout       | stout                   | 8%                | Ridgeway Brewing              |
| Riggwelter                          |                         | 5,7%              | Black Sheep Brewery           |
| Ripper                              | gerstewijn              | 8,5%              | Green Jack Brewery            |
| Samuel Smith's Imperial Stout       | stout                   | 7%                | Samuel Smith                  |
| Samuel Smith's Nut Brown Ale        | ale                     | 5%                | Samuel Smith                  |
| Samuel Smith's Old Brewery Pale Ale | ale                     | 5%                | Samuel Smith                  |
| Samuel Smith's Taddy Porter         | porter                  | 5%                | Samuel Smith                  |
| Sarah Hughes Dark Ruby              |                         | 6%                | Sarah Hughes Brewery          |
| Sharp's Doom Bar                    | ale                     | 4,3%              | Sharp's Brewery               |
| Sneck Lifter                        | ale                     | 5,1%              | Jennings                      |
| St. Peter's Cream Stout             | stout                   | 6,5%              | St. Peter's Brewery           |
| St. Peter's Fruit Beer              | tarwebier               | 4,7%              | St. Peter's Brewery           |
| Strong Suffolk Vintage Ale          | ale                     | 6%                | Greene King                   |
| Summer Lightning                    | blond                   | 5%                | Hop Back Brewery              |
| Sussex Best Bitter                  | bitter                  | 4%                | Harveys Brewery               |
| Tanglefoot                          | ale                     | 5%                | Hall & Woodhouse              |
| Thomas Hardy's Ale                  | gerstewijn              | 11,7%             | O'Hanlon's Brewery            |
| Thornbridge Alliance                | gerstewijn              | 11%               | Thornbridge Brewery           |
| Thornbridge Bracia                  | dark ale                | 9%                | Thornbridge Brewery           |
| Thornbridge Jaipur                  | IPA                     | 5,9%              | Thornbridge Brewery           |
| Thornbridge Kipling                 | pale ale                | 5,2%              | Thornbridge Brewery           |
| Thornbridge Saint-Petersburg        | Russian imperial stout  | 7,7%              | Thornbridge Brewery           |
| Tickle Brian                        | strong ale              | 8%                | Burton Bridge Brewery         |
| Timothy Taylor's Landlord           | ale                     | 4,3%              | Timothy Taylor                |
| T'Owd Tup                           | winterbier              | 6%                | Dent Brewery                  |
| Tribute                             | ale                     | 4,2%              | St.austell Brewery            |
| Union                               |                         | 4,9%              | Meantime Brewing              |
| Wadworth 6X                         |                         | 4,3%              | Wadworth                      |
| Wells Banana Bread Beer             | ale                     | 5,2%              | Wells & Young's               |
| Wells Bombardier                    | bitter                  | 5,2%              | Wells & Young's               |
| Wild Hare                           | ale (biologisch)        | 5%                | Bath Ales                     |
| Woodforde's Headcracker             | gerstewijn              | 7%                | Woodforde's                   |
| Woodforde's Wherry                  | bitter                  | 3,8%              | Woodforde's                   |
| Worthington's White Shield          | IPA                     | 5,6%              | White Shield Brewery          |
| Yankee                              |                         | 4,3%              | Rooster's                     |
| Yorkshire Stingo                    |                         | 8%                | Samuel Smith                  |
| Young's Special London Ale          | ale                     | 6,4%              | Wells & Young's               |

## Estland
| Merk      | Soort  | Alcoholpercentage | Brouwerij           |
| --------- | ------ | ----------------- | ------------------- |
| A. Le Coq | lagers | variabel          | Brouwerij A. Le Coq |
| Puls      | lagers | variabel          | Brouwerij Viru      |
| Saku      | lagers | variabel          | Brouwerij Saku      |
| Žiguli    | lager  | 4,6%              | Brouwerij Viru      |

## Ethiopië
| Merk        | Soort | Alcoholpercentage | Brouwerij             |
| ----------- | ----- | ----------------- | --------------------- |
| Hakim Stout | stout | 5,5%              | Harar Brewing Factory |
| Meta Beer   | lager | 5%                | Brouwerij Meta Abo    |

## Filipijnen
| Merk                   | Soort     | Alcoholpercentage | Brouwerij              |
| ---------------------- | --------- | ----------------- | ---------------------- |
| San Miguel Dark        | Münchener | 5%                | San Miguel Corporation |
| San Miguel Pale Pilsen | pils      | 5%                | San Miguel Corporation |

## Finland
| Merk                          | Soort       | Alcoholpercentage | Brouwerij                         |
| ----------------------------- | ----------- | ----------------- | --------------------------------- |
| Finlandia Sahti Strong        | sahti       | 10%               | Brouwerij Finlandia Sahti         |
| Karhu                         | lager       | 2,8% - 8%         | Brouwerij Sinebrychoff (Heineken) |
| Koff                          | lager       | 2,5% - 7,5%       | Brouwerij Sinebrychoff            |
| Lapin Kulta                   | pils, lager | 2,7 - 5,2%        | Brouwerij Lapin Kulta             |
| Plevna Imperial Stout Siperia | stout       | 8%                | Brouwerij Plevna                  |
| Sinebrychoff Porter           | porter      | 7,2%              | Brouwerij Sinebrychoff (Heineken) |

## Frankrijk
| Merk                           | Soort                      | Alcoholpercentage | Brouwerij                                       |
| ------------------------------ | -------------------------- | ----------------- | ----------------------------------------------- |
| 1664                           | pils                       | 5,5%              | Brasseries Kronenbourg                          |
| 3 Monts                        | blond                      | 8,5%              | La Brasserie de St.-Sylvestre                   |
| Adelscott                      |                            | 6%                | Brasserie Fischer-Adelshoffen (Heineken France) |
| Anosteké Blonde                | tripel                     | 8%                | Brasserie du Pays Flamand                       |
| Anosteké Brune                 | bruin                      | 8,5%              | Brasserie du Pays Flamand                       |
| Bercloux Bière Stout           | stout                      | 5%                | Brasserie de Bercloux                           |
| Bière Cognac                   |                            | 7%                | Brasserie de Bercloux                           |
| Bière de Brie Ambrée           | amber                      | 7,5%              | Ferne-Brasserie de Gaillon                      |
| Bière des Naufrageurs Miel     | honingbier                 | 7,5%              | Brasserie des Naufrageurs                       |
| Burden                         | blond                      | 6,5%              | La Débauche                                     |
| Ch'ti Ambrée                   | bière de garde, biologisch | 5,9%              | Brasserie Castelain                             |
| Ch'ti Blonde                   | biologisch                 | 6,4%              | Brasserie Castelain                             |
| Coreff Ambrée                  | amber                      | 5%                | Brasserie des Deux Rivières                     |
| Cuvée des Jonquilles           | blond                      | 7%                | Brasserie Baillieux                             |
| Desperados                     |                            | 5,9%              | Brasserie Fischer-Adelshoffen (Heineken France) |
| Etoile du Nord                 | blond                      | 4,5%              | Brasserie Thiriez                               |
| Gavroche                       | amber                      | 8,5%              | La Brasserie de St.-Sylvestre                   |
| Hommelpap                      | blond                      | 7%                | Brasserie Ferme-Beck                            |
| Jenlain Ambrée                 | amber                      | 7,5%              | Brasserie Duyck                                 |
| Jenlain Blonde                 | bière de garde             | 7,5%              | Brasserie Duyck                                 |
| Jenlain Noel                   | kerstbier                  | 6,8%              | Brasserie Duyck                                 |
| Kasteel Cru                    | champagnebier              | 5,2%              | Brasserie de Licorne                            |
| Kronenbourg                    | pils                       | 4,2%              | Brasseries Kronenbourg                          |
| La Bavaisienne                 | bière de garde             | 7%                | Brasserie Theillier                             |
| La Choulette des Sans Culottes | blond                      | 7%                | Brasserie La Choulette                          |
| La Choulette Framboise         | fruitbier                  | 6%                | Brasserie La Choulette                          |
| La Goudale                     | blond                      | 7,2%              | Les Brasseurs des Gayant                        |
| L'Angelus                      | blond                      | 7%                | Brasserie d'Annœullin                           |
| Meteor Pils                    | pils                       | 5%                | Brasserie Meteor                                |
| Pietra                         | kastanjebier (amber)       | 6%                | Brasserie Pietra                                |
| Premier Cru                    | lager                      | 6%                | Brasseries Kronenbourg                          |
| Yeti                           |                            | 8%                | Brasserie des Cimes                             |

## Georgië
| Merk       | Soort | Alcoholpercentage | Brouwerij                                  |
| ---------- | ----- | ----------------- | ------------------------------------------ |
| Natakhtari | lager | 4,5-8%            | Brouwerij Natachtari (Efes Beverage Group) |

## Griekenland
| Merk       | Soort            | Alcoholpercentage | Brouwerij                         |
| ---------- | ---------------- | ----------------- | --------------------------------- |
| Alpha Beer | lager            | 5%                | Athenian Brewery S.A.             |
| Fix Hellas | lager            | 5%                | Olympic Brewery S.A.              |
| Mythos Red | roodkleurig bier | 5,5%              | Henninger Hellas S.A. (Carlsberg) |
| Mythos     | lager            | 5%                | Henninger Hellas S.A. (Carlsberg) |

## Guadeloupe
| Merk           | Soort | Alcoholpercentage | Brouwerij                      |
| -------------- | ----- | ----------------- | ------------------------------ |
| Corsaire Bière | lager | 5,4%              | Carib Brewery Trinidad Limited |

## Haïti
| Merk     | Soort | Alcoholpercentage | Brouwerij                      |
| -------- | ----- | ----------------- | ------------------------------ |
| Prestige | lager | 5%                | Cerveceria Nacional Dominicana |

## Hongarije
| Merk           | Soort                   | Alcoholpercentage | Brouwerij         |
| -------------- | ----------------------- | ----------------- | ----------------- |
| Dreher Bak     | bokbier                 | 7,3%              | Brouwerij Dreher  |
| Dreher Classic | lager                   | 5,2%              | Brouwerij Dreher  |
| Soproni        | verschillende varianten | n.v.t.            | Heineken Hungaria |

## Ierland
| Merk                         | Soort   | Alcoholpercentage | Brouwerij                                 |
| ---------------------------- | ------- | ----------------- | ----------------------------------------- |
| Galway Hooker Irish Pale Ale | ale     | 4,4%              | Hooker Brewery                            |
| Guinness                     | stout   | 4,2%              | Guinness & Co. (Diageo)                   |
| Guinness Foreign Extra       | stout   | 7,5%              | Guinness & Co. (Diageo)                   |
| Murphy's Irish Red           | ale     | 5,2%              | Murphy Brewery Ireland (Heineken Ireland) |
| Murphy's Irish Stout         | stout   | 4,3%              | Murphy Brewery Ireland (Heineken Ireland) |
| O'Hara's Irish Red           | red ale | 4,3%              | Carlow Brewing Company                    |
| O'Hara's Irish Stout         | stout   | 4,3%              | Carlow Brewing Company                    |
| Porterhouse Oyster Stout     | stout   | 4,8%              | Porterhouse Brewing Company               |
| Wrasslers XXXX Stout         | stout   | 5%                | Porterhouse Brewing Company               |

## IJsland
| Merk           | Soort | Alcoholpercentage | Brouwerij      |
| -------------- | ----- | ----------------- | -------------- |
| Egils Pilsner  | pils  | 2,2%              | Brouwerij Egil |
| Egils Maltbjør |       | 5,6%              | Brouwerij Egil |
| Viking Lager   | lager | 4,6%              | Viking Brewery |
| Viking Thule   | lager | 5%                | Viking Brewery |

## India
| Merk          | Soort      | Alcoholpercentage | Brouwerij                              |
| ------------- | ---------- | ----------------- | -------------------------------------- |
| Haywards 5000 | dark lager | 7%                | Shaw Brewery (SABMiller)               |
| Kingfisher    | lager      | 5% - 6%           | United Breweries Ltd. (61,5% Heineken) |

## Indonesië
| Merk    | Soort | Alcoholpercentage | Brouwerij     |
| ------- | ----- | ----------------- | ------------- |
| Bintang | pils  | 4,8%              | Multi Bintang |

## Israël
| Merk                   | Soort      | Alcoholpercentage | Brouwerij                              |
| ---------------------- | ---------- | ----------------- | -------------------------------------- |
| Dancing Camel Trog Wit | witbier    | 6,5%              | Dancing Camel                          |
| Goldstar               | dark lager | 4,9%              | Tempo Beer Industries (deels Heineken) |
| Maccabee               | lager      | 4,9%              | Tempo Beer Industries                  |
| Nesher                 | lager      | 3,5%              | Tempo Beer Industries                  |

## Italië
| Merk                        | Soort               | Alcoholpercentage | Brouwerij                          |
| --------------------------- | ------------------- | ----------------- | ---------------------------------- |
| Amber Shock                 | bockbier            | 7%                | Birrificio Italiano                |
| Artigian Ale                | ale                 | 6,2%              | Birrificio Bi-Du                   |
| Back Door Bitter            | bittere ale         | 4,8%              | Birrificio L'Orso Verde            |
| Baffo D'Oro                 |                     | 4,8%              | Birra Moretti                      |
| Bastarda Doppia             | kastanjebier        | 8,5%              | Birrificio Amiata                  |
| BB10                        |                     | 10%               | Birrificio Barley                  |
| Bibock                      | bockbier            | 6,2%              | Birrificio Italiano                |
| Birra Dolomiti Doppio Malto |                     | 6,7%              | Birreria Pedavena                  |
| Birra Ichnusa               | lager               | 4,7% - 5,6%       | Heineken Italia                    |
| Chocarubbica                |                     | 7%                | Birrificio Grado Plato             |
| Daü                         | saison              | 3,9%              | Birrificio Troll                   |
| Demon Hunter                | ale                 | 8,5%              | Birrificio Montegioco              |
| Draco                       | fruitbier           | 11%               | Birrificio Montegioco              |
| Elixir                      |                     | 10%               | Birra Baladin                      |
| Erika                       | honingbier          | 9%                | Birra Baladin                      |
| Farrotta                    | speltbier           | 5,7%              | Almond '22                         |
| Formidable                  |                     | 8%                | Birrificio Cittavecchia            |
| Forst Sixtus                | bockbier            | 6,5%              | Brouwerij Forst                    |
| Genziana                    |                     | 6,2%              | Birra del Borgo                    |
| Ghisa                       | stout, bovengisting | 7%                | Birrificio Lambrate                |
| Irie                        |                     | 5%                | Almond '22                         |
| Jennas                      |                     | 4,9%              | Birra Ichnusa                      |
| Ke To Re Porter             | porter              | 4,6%              | Birra del Borgo                    |
| La Mummia                   |                     | 5%                | Birrificio Montegioco              |
| La Petrognola               | speltbier           | 5,5%              | Birrificio La Petrognola           |
| Ley Line                    |                     | 5%                | Birrificio Bi-Du                   |
| Ligera                      | pale ale            | 5%                | Birrificio Lambrate                |
| Montestella                 |                     | 4,9%              | Birrificio Lambrate                |
| Moretti La Rossa            | dubbelbock          | 7,2%              | Birra Moretti (Heineken)           |
| Motor Oil                   | donkere lager       | 6,8%              | Birrificio Beba                    |
| Nivura                      | pale ale            | 6,5%              | Birrificio Scarampola              |
| Nora                        |                     | 6,8%              | Birrificio Baladin                 |
| Oppale                      |                     | 5,5%              | 32 Via dei Birrai                  |
| Panil Barriquée Sour        | sour ale            | 8%                | Birrificio Panil                   |
| Panil Enhanced              |                     | 9%                | Birrificio Panil                   |
| Peroni                      | pils                | 4,7%              | Brouwerij Peroni (SABMiller)       |
| P.I.L.S.                    | pilsener            | 4,2%              | Pausa Café                         |
| Quarta Runa                 | fruitbier           | 7%                | Birrificio Montegioco              |
| Rajah                       | IPA                 | 5,2%              | Stazione Birra                     |
| Re Ale                      | ale                 | 6,4%              | Birra del Borgo                    |
| Sella del Diavolo           |                     | 6,5%              | Birrificio Barley                  |
| Shangrila                   |                     | 8,5%              | Birrificio Troll                   |
| Stoner                      |                     | 7,5%              | Birrificio Brùton                  |
| Theresianer Strong Ale      | ale                 | 8,5%              | Theresianer                        |
| Tipopils                    | pils                | 5,2%              | Birrificio Italiano                |
| Tosta                       | gerstewijn          | 14%               | Pausa Café                         |
| Verdi Imperial Stout        | stout               | 8,2%              | Birrificio del Ducato              |
| Via Emilia                  | pils                | 5%                | Birrificio del Ducato              |
| Villa Pola Soci's Schwartz  |                     | 4%                | Birrificio Barchessa di Villa Pola |
| Xyauyù                      | gerstewijn          | 13,5%             | Birra Baladin                      |

## Jamaica
| Merk         | Soort | Alcoholpercentage | Brouwerij        |
| ------------ | ----- | ----------------- | ---------------- |
| Dragon Stout | stout | 7,5%              | Desnoes & Geddes |
| Red Stripe   | lager | 4,7%              | Desnoes & Geddes |

## Japan
| Merk                            | Soort       | Alcoholpercentage | Brouwerij               |
| ------------------------------- | ----------- | ----------------- | ----------------------- |
| Angry Boy Brown Ale             | ale         | 6,2%              | Baird Brewing           |
| Asahi                           | pils        | 5%                | Asahi Breweries Ltd     |
| Asahi Black                     | stout       | 5%                | Asahi Breweries Ltd     |
| Echigo 90 Days Stout            | stout       | 7%                | Echigo Beer             |
| Echigo Pilsner                  | pils        | 5%                | Echigo Beer             |
| Fujizakura Heights Rauch        | rauchbier   | 5,5%              | Fujizakura Heights Beer |
| Fujizakura Heights Weizen       | witbier     | 5,5%              | Fujizakura Heights Beer |
| Harvestmoon Schwarz             | schwarzbier | 4,5%              | Brouwerij Harvestmoon   |
| Hitachino Nest Beer White Ale   | witbier     | 5,5%              | Brouwerij Kiuchi        |
| Hitachino Nest Beer XH          |             | 8,3%              | Brouwerij Kiuchi        |
| Iwate Kura Oyster Stout         | stout       | 7%                | Iwata Kura Beer         |
| Kinshachi Nagoya Red Miso Lager | lager       | 6%                | Kinshachi Beer          |
| Kirin Ichiban                   | lager       | 5%                | Brouwerij Kirin         |
| Minch Double IPA                | IPA         | 9%                | Minoh Beer              |
| Ozeno Yukidoke IPA              | IPA         | 5%                | Ozeno Yukidoke Beer     |
| Prinz                           | pilsener    | 5,5%              | Bayern Meister Bier     |
| Rising Sun Pale Ale             | ale         | 5%                | Baird Brewing           |
| Sankt Gallen Yokohama XPA       |             | 6%                | Brouwerij Sankt Gallen  |
| Sapporo                         |             | 4,7%              | Sapporo Breweries Ltd   |
| Shiga Kogen IPA                 | IPA         | 6%                | Shiga Kogen Beer        |
| Shonan Liebe                    | schwarzbier | 5%                | Shonan Beer             |
| Super Vintage                   |             | 14,3%             | Hakusekikan Beer        |
| Tokyo Black                     | porter      | 5%                | Yoho Brewing            |
| Yona Yona Ale                   | ale         | 5,5%              | Yoho Brewing            |

## Kaaimaneilanden
| Merk    | Soort | Alcoholpercentage | Brouwerij                       |
| ------- | ----- | ----------------- | ------------------------------- |
| Caybrew | lager | 5%                | The Cayman Islands Brewery Ltd. |

## Kenia
| Merk              | Soort | Alcoholpercentage | Brouwerij              |
| ----------------- | ----- | ----------------- | ---------------------- |
| Tusker Lager      | lager | 4,2%              | East African Breweries |
| Tusker Malt Lager | lager | 5%                | East African Breweries |

## Kroatië
| Merk                     | Soort             | Alcoholpercentage | Brouwerij                             |
| ------------------------ | ----------------- | ----------------- | ------------------------------------- |
| Karlovačko Svijetlo Pivo | pils              | 5,4%              | Karlovačka Pivovara (Heineken groep)  |
| Ožujsko bier             | lager             | 5,2%              | Zagrebačka Pivovara (AB Inbev)        |
| Tomislav Pivo            | lager             | 7,3%              | Zagrebačka Pivovara (AB Inbev)        |
| Osiječko Pivo            | lager             | 4,8%              | Osiječka Pivovara                     |
| Favorit                  | lager             | 5%                | Istarska Pivovara                     |
| Velebitsko               | lager             | 5%                | Pivovara Licanka                      |
| Pan                      | lager             | 5%                | Panonska pivovara (Carlsberg Croatia) |
| Republika APA            | American pale ale | 5.1%              | L.A.B. Split i.o.v. Republika         |
| San Servolo              | lager             | 5%                | San Servolo                           |

## Laos
| Merk               | Soort | Alcoholpercentage | Brouwerij               |
| ------------------ | ----- | ----------------- | ----------------------- |
| Beerlao            | lager | 5%                | Lao Brewery Company Ltd |
| Beerlao Dark Lager | lager | 6,5%              | Lao Brewery Company Ltd |

## Letland
| Merk      | Soort  | Alcoholpercentage | Brouwerij         |
| --------- | ------ | ----------------- | ----------------- |
| Aldaris   | lagers | variabel          | Brouwerij Aldaris |
| Cēsu      | lagers | variabel          | Cēsu Alus         |
| Lāčplēsis | lagers | variabel          | Līvu Alus         |
| Līvu      | lagers | variabel          | Līvu Alus         |

## Liechtenstein
| Merk     | Soort             | Alcoholpercentage | Brouwerij                |
| -------- | ----------------- | ----------------- | ------------------------ |
| Brauhaus | (diverse soorten) | n.v.t.            | Liechtensteiner Brauhaus |

## Litouwen
| Merk              | Soort             | Alcoholpercentage | Brouwerij              |
| ----------------- | ----------------- | ----------------- | ---------------------- |
| Gubernijos Ekstra | blond             | 5,5%              | AB Gubernija           |
| Švyturys Baltas   | witbier           | 5%                | Švyturio Alaus Darykla |
| Švyturys Ekstra   | Dortmunder Export | 5,2%              | Švyturio Alaus Darykla |
| Utenos Alus       |                   | 5%                | Švyturys-Utenos Alus   |
| Utenos Porteris   | porter            | 6,8%              | Švyturys-Utenos Alus   |

## Luxemburg
| Merk       | Soort | Alcoholpercentage | Brouwerij                                  |
| ---------- | ----- | ----------------- | ------------------------------------------ |
| Battin     | pils  | divers            | Battin                                     |
| Bofferding | pils  | 4,8%              | Brasserie Bofferding                       |
| Diekirch   | pils  | 4,8%              | Brasserie de Luxembourg Mousel-Diekirch SA |

## Madagaskar
| Merk              | Soort | Alcoholpercentage | Brouwerij       |
| ----------------- | ----- | ----------------- | --------------- |
| Three Horses Beer | pils  | 5,4%              | Brasseries Star |

## Malta
| Merk          | Soort      | Alcoholpercentage | Brouwerij            |
| ------------- | ---------- | ----------------- | -------------------- |
| Cisk Lager    | lager      | 4,2%              | Simonds Farsons Cisk |
| Farsons Lacto | milk stout | 3,8%              | Simonds Farsons Cisk |
| Hopleaf Extra | blond      | 5%                | Simonds Farsons Cisk |

## Man
| Merk                             | Soort     | Alcoholpercentage | Brouwerij |
| -------------------------------- | --------- | ----------------- | --------- |
| Doctor Okell's IPA               | IPA       | 4,5%              | Okells    |
| Okell's Ale Smoked Celtic Porter | porter    | 4,8%              | Okells    |
| Okell's Max Lir                  | tarwebier | 4,4%              | Okells    |

## Martinique
| Merk           | Soort | Alcoholpercentage | Brouwerij          |
| -------------- | ----- | ----------------- | ------------------ |
| Bière Lorraine | lager | 5%                | Brouwerij Lorraine |

## Mauritius
| Merk         | Soort | Alcoholpercentage | Brouwerij           |
| ------------ | ----- | ----------------- | ------------------- |
| Black Eagle  | lager | 5-7%              | Universal Breweries |
| Blue Marlin  | lager | 6%                | Phoenix Beverages   |
| Phoenix Beer | lager | 3,5-6,5%          | Phoenix Beverages   |
| Stag         | lager | 5,1%              | Stag Beverages      |
| Stella Pils  | pils  | 4,8%              | Phoenix Beverages   |

## Mexico
| Merk               | Soort         | Alcoholpercentage | Brouwerij                              |
| ------------------ | ------------- | ----------------- | -------------------------------------- |
| Corona             |               | 4,6%              | Grupo Modelo (AB InBev)                |
| Cucapá Barley Wine | gerstewijn    | 10%               | Cerveceria de Baja California          |
| Cucapá Chupacabras | ale           | 5,8%              | Cerveceria de Baja California          |
| Cucapá Clásica     |               | 4,5%              | Cerveceria de Baja California          |
| Dos Equis XX Amber |               | 4,5%              | Brouwerij Cuauhtemoc Moctezuma         |
| Mexicali           | pilsener      | 5%                | Cerveceria Mexicana                    |
| Modelo Especial    | pilsener      | 4,4%              | Grupo Modelo (AB InBev)                |
| Negra Modelo       | donkere lager | 5,4%              | Grupo Modelo (AB InBev)                |
| Tijuana Morena     |               | 4,8%              | Consorcio Cervecero de Baja California |

## Montenegro
| Merk           | Soort | Alcoholpercentage | Brouwerij        |
| -------------- | ----- | ----------------- | ---------------- |
| Nikšićko Pivo  | lager | 5%                | Trebjesa Brewery |
| Nikšićko Tamno | stout | 6,2%              | Trebjesa Brewery |

## Mozambique
| Merk             | Soort         | Alcoholpercentage | Brouwerij                          |
| ---------------- | ------------- | ----------------- | ---------------------------------- |
| Laurentina Preta | donkere lager | 5%                | Cervejas De Moçambique (SABMiller) |

## Namibië
| Merk           | Soort | Alcoholpercentage | Brouwerij                          |
| -------------- | ----- | ----------------- | ---------------------------------- |
| Hansa          | pils  | 4,5%              | Namibia Breweries (deels Heineken) |
| Tafel          | lager | 4%                | Namibia Breweries                  |
| Windhoek Lager | lager | 4%                | Namibia Breweries                  |

## Nederland
- Nederlandse biercultuur
- Lijst van Nederlandse bieren

## Nieuw-Zeeland
| Merk                     | Soort           | Alcoholpercentage | Brouwerij                   |
| ------------------------ | --------------- | ----------------- | --------------------------- |
| 12 Gauge                 | pilsener        | 6,5%              | Leigh Sawmill Brewing       |
| Big John Special Reserve | donkere lager   | 6,5%              | Harrington's Breweries      |
| Emerson's Old 95         | old ale         | 7%                | The Emerson Brewing Company |
| Emerson's Pilsner        | pils            | 5%                | The Emerson Brewing Company |
| Enigma                   | gerstewijn      | 10,5%             | The Twisted Hop             |
| Epic Mayhem              | Amerikaanse IPA | 6,2%              | Epic Brewing                |
| Fair Maiden Ale          | biologisch, ale | 5,2%              | Founders Organic Brewery    |
| Green Man Stout          | stout           | 7%                | Green Man                   |
| Hop Rocker               | pilsener        | 5%                | Mac's Brewery               |
| Mammoth                  | strong ale      | 7%                | Pink Elephant               |
| Mata Artesian            | blond           | 5%                | Aotearoa Breweries          |
| Moa Original             | pilsener        | 5,5%              | Moa Brewing Company         |
| Nor'wester               | pale ale        | 6,5%              | The Dux Brewing Co.         |
| Smokin' Bishop           | stout           | 7%                | Invercargill Brewery        |
| Stonecutter              | scotch ale      | 7%                | Renaissance Brewing         |
| Three Boys Wheat         | witbier         | 5%                | Three Boys Brewery          |
| Tuatara Indian Pale Ale  | IPA             | 5%                | Tuatara Brewing             |

## Noord-Ierland
| Merk              | Soort | Alcoholpercentage | Brouwerij          |
| ----------------- | ----- | ----------------- | ------------------ |
| Clotworthy Dobbin | ale   | 5%                | Whitewater Brewery |

## Noorwegen
| Merk                     | Soort                   | Alcoholpercentage | Brouwerij                |
| ------------------------ | ----------------------- | ----------------- | ------------------------ |
| Ardenne Blond            |                         | 7,5%              | Haandbryggeriet          |
| CB                       | pils                    | 4,5%              | Christianssands Bryggeri |
| Dark Force               | stout                   | 9%                | Haandbryggeriet          |
| Dark Horizon             | stout                   | 16%               | Nogne Ø                  |
| Hansa                    | pils                    | 4,5%              | Hansa Borg Bryggerier AS |
| Munkholm                 | alcoholvrij pils        | 0%                | EC Dahl                  |
| Nogne Ø Imperial Stout   | stout                   | 9%                | Nogne Ø                  |
| Norwegian Wood           |                         | 6,5%              | Haandbryggeriet          |
| Ringnes                  | pils                    | 4,5%              | Ringnes Bryggeri         |
| Spitsbergen Pale Ale     | pale ale                | 4,5%              | Svalbard Bryggeri        |
| Sveikadden               | Noors traditioneel bier | 4,5%              | Bygland Bryggeri         |
| Sveikadden Sterk         | speciaal boerenbier     | 8%                | Bygland Bryggeri         |
| Sumbel Porter            | porter                  | 4,7%              | Ægir Bryggeri            |
| Ægir Ratatosk Double IPA | IPA                     | 9%                | Ægir Bryggeri            |

## Oekraïne
| Merk             | Soort      | Alcoholpercentage | Brouwerij               |
| ---------------- | ---------- | ----------------- | ----------------------- |
| Weissbier Etalon | weizenbier | 5%                | Ridna Marka Corporation |

## Oostenrijk
| Merk                         | Soort                 | Alcoholpercentage | Brouwerij                                           |
| ---------------------------- | --------------------- | ----------------- | --------------------------------------------------- |
| Bevog Baja Oatmeal Stout     | Stout                 | 5,8%              | Bevog Brauhaus                                      |
| Bevog Deetz Kölsch           | Kölsch                | 4,8%              | Bevog Brauhaus                                      |
| Bevog Kramah IPA             | India Pale Ale        | 7,0%              | Bevog Brauhaus                                      |
| Bevog Ond Smoked Porter      | Porter                | 6,3%              | Bevog Brauhaus                                      |
| Bevog Tak Pale Ale           | Pale Ale              | 5,5%              | Bevog Brauhaus                                      |
| Edelweiss                    | pils                  | 4,5%              | Hofbräu Kaltenhausen                                |
| Edelweiss Gamsbock           | bokbier               | 7,1%              | Hofbräu Kaltenhausen                                |
| Einhundert 100 Bitterpils    | pils                  | 5%                | Privatbrauerei Vitzthum                             |
| Engelszell Benno             | trappist              | 7%                | brouwerij Stift Engelszell                          |
| Engelszell Gregorius         | trappist              | 10%               | brouwerij Stift Engelszell                          |
| Freistädter Rotschopf        |                       | 5,6%              | Braucommune Freistadt                               |
| Gösser Märzen                | Märzenbier            | 5,2%              | Brauerei Gösser (Heineken)                          |
| Hadmar                       | Weense lager, biobier | 5,2%              | Weitra Bräu Bierwerkstatt                           |
| Kaiser                       | pils                  | 5%                | Brauerei Wieselburg/Hofbräu Kaltenhausen (Heineken) |
| Mohren Spezial               |                       | 5,6%              | Mohrenbrauerei                                      |
| Mohren Export                | Märzenbier            | 4,9%              | Mohrenbrauerei                                      |
| Samichlaus Bier              | lager                 | 14%               | Brauerei Schloß Eggenberg                           |
| Schlägl Doppel Bock          | bokbier               | 8,3%              | Stiftsbrauerei Schlägl                              |
| Schloß Eggenberg Hopfenkönig | pils                  | 5,1%              | Brauerei Schloß Eggenberg                           |
| Schwechater Zwickl           | Zwicklbier            | 5,4%              | Brauerei Schwechat                                  |
| Starkenberger                |                       |                   | Brauerei Schloss Starkenberg                        |
| Stiegl Goldbräu              | Märzenbier            | 4,9%              | Stieglbrauerei zu Salzburg                          |
| Styrian Ale                  | ale                   | 6,2%              | Handbrauerei Forstner                               |
| Triple 22                    | tripel                | 9,5%              | Handbrauerei Forstner                               |
| Trumer Pils                  | pils                  | 4,9%              | Trumer Privatbrauerei                               |
| Urbock 23°                   | bokbier               | 9,6%              | Brauerei Schloß Eggenberg                           |
| Villacher Pils               | pilsener              | 5%                | Vereinigte Kärntner Brauereien                      |
| Villacher Märzen             | Märzenbier            | 5%                | Vereinigte Kärntner Brauereien                      |

## Palau
| Merk        | Soort                   | Alcoholpercentage | Brouwerij             |
| ----------- | ----------------------- | ----------------- | --------------------- |
| Red Rooster | verschillende varianten | n.v.t.            | Palau Brewing Company |

## Palestina
| Merk        | Soort | Alcoholpercentage | Brouwerij        |
| ----------- | ----- | ----------------- | ---------------- |
| Taybeh Beer | lager | 3,5-6%            | Taybeh Brouwerij |

## Peru
| Merk           | Soort         | Alcoholpercentage | Brouwerij           |
| -------------- | ------------- | ----------------- | ------------------- |
| Cusqueña       | lager         | 5%                | Backus and Johnston |
| Cusqueña Malta | donkere lager | 5,6%              | Backus and Johnston |

## Polen
| Merk                 | Soort  | Alcoholpercentage | Brouwerij                                       |
| -------------------- | ------ | ----------------- | ----------------------------------------------- |
| Brackie              | pils   | 5,5%              | Bracki Browar Zamkowy (Grupa Żywiec)            |
| EB                   | pils   | 5%                | Elbrewery                                       |
| Lech                 | lager  | var. 0,5-5,5%     | Lech Browary Wielkopolski (Kompania Piwowarska) |
| Łomża Export         | lager  | 5,7%              | Browar Łomża                                    |
| Okocim Mocne         | sterk  | 7%                | Browar Okocim                                   |
| Perła Chmielowa      | pils   | 6%                | Perła Browary Lubelskie                         |
| Strzelec Jasne Pełne | pils   | 5,2%              | Browar Jędrzejów                                |
| Strzelec Mocne       | sterk  | 7%                | Browar Jędrzejów                                |
| Tyskie Grodnie       | pils   | 5,6%              | Tyskie Browary Ksiazęce                         |
| Tyskie Ksiazęce      | ale    | 5,7%              | Tyskie Browary Ksiazęce                         |
| Żywiec               | lager  | 5,6%              | Browar w Zywcu (meerderheid Heineken)           |
| Żiewic Porter        | porter | 9,5%              | Grupa Żywiec                                    |
| Żubr                 | lager  | 6-6,5%            | Browar Dojdily (Kompania Piwowarska)            |

## Portugal
| Merk             | Soort | Alcoholpercentage | Brouwerij                   |
| ---------------- | ----- | ----------------- | --------------------------- |
| Sagres Bohemia   |       | 6,2%              | Brouwerij Sagres (Heineken) |
| Sagres Preta     |       | 4,3%              | Brouwerij Sagres (Heineken) |
| Super Bock       | pils  | 5,2-5,8%          | Brouwerij Unicer            |
| Super Bock Stout | stout | 5%                | Brouwerij Unicer            |

## Puerto Rico
| Merk          | Soort | Alcoholpercentage | Brouwerij                         |
| ------------- | ----- | ----------------- | --------------------------------- |
| Medalla Light | lager | 4,2%              | Compañía Cervecera de Puerto Rico |

## Roemenië
| Merk                      | Soort                           | Alcoholpercentage | Brouwerij                   |
| ------------------------- | ------------------------------- | ----------------- | --------------------------- |
| Ursus Pils                | pilsener                        | 5%                | Brouwerij Ursus (SABMiller) |
| Ursus Premium             | pilsener                        | 5%                | Brouwerij Ursus (SABMiller) |
| Ursus Nefiltrată          | pilsener                        | 5%                | Brouwerij Ursus (SABMiller) |
| Ursus Fără Alcool         | alcoholvrij pils                | 0%                | Brouwerij Ursus (SABMiller) |
| Ursus Cooler              | pils met citroensap             | 5%                | Brouwerij Ursus (SABMiller) |
| Ursus Cooler Fără Alcool  | alcoholvrij pils met citroensap | 0%                | Brouwerij Ursus (SABMiller) |
| Timişoreana               | pilsener                        | 5%                | Brouwerij Ursus (SABMiller) |
| Timişoreana Brună         |                                 |                   | Brouwerij Ursus (SABMiller) |
| Stejar Strong             |                                 | 7%                | Brouwerij Ursus (SABMiller) |
| Azuga                     |                                 |                   | Brouwerij Ursus (SABMiller) |
| Ciucas                    |                                 |                   | Brouwerij Ursus (SABMiller) |
| Ciuc Premium              |                                 |                   | Heineken Romania (Heineken) |
| Ciuc Natur Radler         |                                 |                   | Heineken Romania (Heineken) |
| Silva                     |                                 |                   | Heineken Romania (Heineken) |
| Silva Dark                |                                 |                   | Heineken Romania (Heineken) |
| Golden Brau               |                                 |                   | Heineken Romania (Heineken) |
| Golden Brau Non Alcoholic |                                 |                   | Heineken Romania (Heineken) |
| Neumarkt                  |                                 |                   | Heineken Romania (Heineken) |
| Bucegi                    |                                 |                   | Heineken Romania (Heineken) |
| Gambrinus                 |                                 |                   | Heineken Romania (Heineken) |
| Harghita                  |                                 |                   | Heineken Romania (Heineken) |
| Haţegana                  |                                 |                   | Heineken Romania (Heineken) |
| Bergenbier                |                                 |                   | Bergenbier (Molson Coors)   |
| Noroc                     | pilsener                        |                   | Bergenbier (Molson Coors)   |
| Albacher                  | pilsener                        |                   | Romaqua Group               |
| Albrau                    | pilsener                        | 4,5%              | Albrau                      |
| Albrau Fără Alcool        | alcoholvrij pilsener            | 0,5%              | Albrau                      |
| Dobru                     | pilsener                        | 4%                | Albrau                      |
| Zimbru                    | pilsener                        | 4%                | Albrau                      |
| Asbeer                    | pilsener                        | 3%                | Albrau                      |
| Steiner                   | pilsener                        | 5%                | Martens                     |
| Steiner Legacy            | IPA                             |                   | Martens                     |
| Klaus Weiss               | weizen                          | 5%                | Martens                     |
| Altus                     | Abdijbier                       | 6,22%             | Martens                     |
| MaDonna White             | witbier                         | 5%                | Martens                     |
| MaDonna Twist             | witbier met zwarte bessen       | 5%                | Martens                     |
| Premium Senior            | lager                           | 5%                | Martens                     |
| Soveja                    | pilsener                        | 5%                | Martens                     |
| Cozia                     | pilsener                        | 5%                | Martens                     |
| Anker                     | pilsener                        | 5%                | Martens                     |
| Driver                    | alcoholvrij pilsener            | 0%                | Martens                     |
| Ploll                     | pilsener                        | 5%                | Martens                     |
| Postăvaru                 | pilsener                        | 5%                | Martens                     |
| Easy Rider                | pale ale                        | 4,5%              | Ground Zero Beers           |
| Imperial Fuck             | imperial IPA                    | 9%                | Ground Zero Beers           |
| Morning Glory             | IPA                             | 6%                | Ground Zero Beers           |
| Zăganu Blondă             | pilsener                        | 5,3%              | Fabricii de Bere Bună       |
| Zăganu Brună              |                                 | 7%                | Fabricii de Bere Bună       |
| Zăganu Rosie              |                                 | 7%                | Fabricii de Bere Bună       |
| Zăganu IPA                | IPA                             | 5,7%              | Fabricii de Bere Bună       |
| Suceava clasic            | pilsener                        | 5%                | Bermas                      |
| Bermas                    | pilsener                        | 5%                | Bermas                      |
| Călimani                  | pilsener                        | 5%                | Bermas                      |
| Terapia Gold              | blond                           | 5%                | Clinica de Bere             |
| Terapia Platin            | weizen                          | 5%                | Clinica de Bere             |
| Bürger                    | pilsener                        | 5%                | Bürger (European Food)      |
| Bürger Lemon              | radler                          | 5%                | Bürger (European Food)      |
| Bürger Grapefruit         | radler                          | 5%                | Bürger (European Food)      |
| Bürger Alcohol Free       | alcoholvrij pilsener            | 0%                | Bürger (European Food)      |
| Servus                    | pilsener                        | 5%                | Bürger (European Food)      |
| Felix                     | pilsener                        | 5%                | Bürger (European Food)      |
| Meister                   | pilsener                        | 5%                | Bürger (European Food)      |
| Favorit                   | pilsener                        | 5%                | Bürger (European Food)      |

## Rusland
| Merk    | Soort     | Alcoholpercentage | Brouwerij         |
| ------- | --------- | ----------------- | ----------------- |
| Baltika | 9 soorten | 0,5% - 8%         | Baltika Breweries |

## Saint Lucia
| Merk  | Soort | Alcoholpercentage | Brouwerij                          |
| ----- | ----- | ----------------- | ---------------------------------- |
| Piton | lager | 5%                | Windward & Leeward Brewing Limited |

## Saint Vincent en de Grenadines
| Merk    | Soort | Alcoholpercentage | Brouwerij                   |
| ------- | ----- | ----------------- | --------------------------- |
| Hairoun | lager | 4,8%              | St. Vincent Brewery Limited |

## Schotland
| Merk                             | Soort                  | Alcoholpercentage | Brouwerij                         |
| -------------------------------- | ---------------------- | ----------------- | --------------------------------- |
| 1488 Whisky Beer                 | ale, OA                | 7%                | Tullibardine Distillery           |
| Bitter & Twisted                 | bitter                 | 4,2%              | Harviestoun Brewery               |
| Brewmeister Armageddon           | Eisbock                | 65%               | Brewmeister Brewery               |
| Broughton Old Jock Ale           | Schotse ale            | 6,7%              | Broughton Brewery                 |
| Broughton Scottish Oatmeal Stout | stout                  | 4,2%              | Broughton Brewery                 |
| Caledonian 80                    | ale                    | 4,1%              | Caledonian Brewing Company        |
| Crabbie's                        | Ginger bier            | 4,8%              | John Crabbie & Company            |
| Dark Island                      |                        | 4,6%              | Orkney Brewery                    |
| Deuchars IPA                     | IPA                    | 4,4%              | Caledonian Brewing Company        |
| Fraoch Heather Ale               | ale, heidebier         | 5%                | Williams Brothers Brewing Company |
| Innis & Gunn Oak Aged Beer       | OA (oak aged)          | 6,6%              | Innis & Gunn Brewing Company      |
| Midnight Sun                     | porter                 | 5,6%              | Williams Brothers Brewing Company |
| Ola Dubh                         | ale, OA                | 8%                | Harviestoun Brewery               |
| Old Engine Oil                   | imperial Russian stout | 6%                | Harviestoun Brewery               |
| Paradox                          | stout, OA              | 10%               | BrewDog                           |
| Punk IPA                         | IPA                    | 6%                | BrewDog                           |
| Red MacGregor                    |                        | 4%                | Orkney Brewery                    |
| Rip Tide                         | Russian imperial stout | 8%                | BrewDog                           |
| Róisin                           | fruitbier              | 4,2%              | Williams Brothers Brewing Company |
| Schiehallion                     | lager                  | 4,8%              | Harviestoun Brewery               |
| Skull Splitter                   | ale                    | 8,5%              | Orkney Brewery                    |
| The End of History               | Eisbock                | 55%               | BrewDog                           |
| Tokyo*                           | stout                  | 18,2%             | BrewDog                           |
| Trade Winds                      | tarwebier, ale         | 4,3%              | Carngorm Brewery                  |
| Traquair House Ale               | ale                    | 7,2%              | Traquair House Brewery            |
| Traquair Jacobite Ale            | ale                    | 8%                | Traquair House Brewery            |

## Servië
| Merk       | Soort | Alcoholpercentage | Brouwerij                        |
| ---------- | ----- | ----------------- | -------------------------------- |
| Lav Pivo   | pils  | 5,2%              | Carlsberg Srbija d.o.o. Čelarevo |
| Jelen Pivo | pils  | 4,5%              | Apatinska Pivara                 |

## Singapore
| Merk            | Soort | Alcoholpercentage | Brouwerij              |
| --------------- | ----- | ----------------- | ---------------------- |
| ABC Extra Stout | stout |                   |                        |
| Tiger Beer      | pils  | 5%                | Asia Pacific Breweries |
| Tiger Crystal   | lager | 4,1%              | Asia Pacific Breweries |

## Slovenië
| Merk             | Soort | Alcoholpercentage | Brouwerij       |
| ---------------- | ----- | ----------------- | --------------- |
| Laško            | lager | variabel          | Brouwerij Laško |
| Union Temno Pivo | lager | 5,2%              | Pivovarna Union |
| Zlatorog         | pils  | 4,9%              | Brouwerij Laško |

## Slowakije
| Merk         | Soort        | Alcoholpercentage | Brouwerij           |
| ------------ | ------------ | ----------------- | ------------------- |
| Brokát Dark  | Dunkel lager | 5%                | Pivovar Kaltenecker |
| Zlatý Bažant | pilsener     | 5%                | Heineken Slovensko  |

## Spanje
| Merk                  | Soort               | Alcoholpercentage | Brouwerij                        |
| --------------------- | ------------------- | ----------------- | -------------------------------- |
| Barcelona             | Premium Lager       | 4%                | Barcelona Beer Company           |
| Sin Celestial         | Alcohol Free Beer   | 0.5%              | Barcelona Beer Company           |
| Cerdos Voladores      | IPA                 | 4.5%              | Barcelona Beer Company           |
| Hoppy Flower          | Double IPA          | 7.5%              | Barcelona Beer Company           |
| La Bella Lola         | Mediterranean Blond | 4%                | Barcelona Beer Company           |
| Sr Lobo               | Milk Stout          | 7%                | Barcelona Beer Company           |
| Alhambra Negra        | donkere lager       | 5,4%              | Cervezas Alhambra                |
| Alhambra Reserva 1925 | lager               | 6,4%              | Cervezas Alhambra                |
| Bock Damm             | Dunkel lager        | 5,4%              | S.A. Damm                        |
| Cruzcampo             | verschillende       | nvt               | Cruzcampo (Heineken España)      |
| Estrella Damm         | pils                | 5,4%              | S.A. Damm                        |
| Estrella Damm Inedit  | tarwebier           | 4,8%              | S.A. Damm                        |
| Estrella Galicia      | lager               | 0,04 - 5,5%       | Hijos de Rivera                  |
| Glops Torrada         | lager               | 4,8%              | Llúpols i Lievats                |
| Legado de Yuste       | spéciale belge      | 6,5%              | Cruzcampo (Heineken España)      |
| +Lupulus              |                     | 5,4%              | Companyia Cervesera del Montseny |
| Mahou Negra           |                     | 5,5%              | Grupo Mahou-San Miguel           |
| +Malta                | pale ale            | 5,1%              | Companyia Cervesera del Montseny |
| +Negra                | stout               | 5,2%              | Companyia Cervesera del Montseny |
| Reserva 1925          | lager               | 6,4%              | Cervezas Alhambra                |
| San Miguel            | pils                | 5%                | Grupo Mahou-San Miguel           |
| Voll-Damm             | Märzenbier          | 7,2%              | S.A. Damm                        |

## Sri Lanka
| Merk       | Soort | Alcoholpercentage | Brouwerij      |
| ---------- | ----- | ----------------- | -------------- |
| Lion Stout | stout | 8%                | Ceylon Brewery |

## Suriname
| Merk      | Soort | Alcoholpercentage | Brouwerij               |
| --------- | ----- | ----------------- | ----------------------- |
| Parbobier | lager | 5%                | Surinaamse Brouwerij NV |

## Thailand
| Merk         | Soort | Alcoholpercentage | Brouwerij         |
| ------------ | ----- | ----------------- | ----------------- |
| Chang (bier) | lager | verschillende     | Thaibev           |
| Singha       | lager | 6%                | Boon Rawd Brewery |

## Trinidad en Tobago
| Merk              | Soort | Alcoholpercentage | Brouwerij                      |
| ----------------- | ----- | ----------------- | ------------------------------ |
| Carib             | lager | 5,2%              | Carib Brewery Trinidad Limited |
| Royal Extra Stout | stout | 6,6%              | Carib Brewery Trinidad Limited |

## Tsjechië
| Merk                            | Soort              | Alcoholpercentage | Brouwerij                                |
| ------------------------------- | ------------------ | ----------------- | ---------------------------------------- |
| Bernard Celebration             | lager              | 5%                | Rodinný Pivovar Bernard (Duvel Moortgat) |
| Bernard Dark                    | donkere lager      | 5,1%              | Rodinný Pivovar Bernard (Duvel Moortgat) |
| Bernard Polotmavý               | dunkel             | 4,5%              | Rodinný Pivovar Bernard (Duvel Moortgat) |
| Bohemia Regent Prezident        | lager, premium     | 6%                | Pivovar Bohemia Regent                   |
| Bohemia Regent Tmavý Ležák      | dunkel             | 4,4%              | Pivovar Bohemia Regent                   |
| Bud Super Strong                |                    | 7,6%              | Budweiser Budvar                         |
| Budvar Světlý Ležák             | lager              | 5%                | Budweiser Budvar                         |
| Budweiser Budvar Tmavý Ležák    | donkere lager      | 4,7%              | Budweiser Budvar                         |
| Černá Hora Black Hill           | aperitiefbier      | 5,5%              | Pivovar Černá Hora                       |
| Černá Hora Granát               | donkere lager      | 4,5%              | Pivovar Černá Hora                       |
| Chodovar Zámecký Ležák Speciál  | lager              | 5,1%              | Pivovar Chodovar                         |
| Chýně Rauchbier                 | rauchbier          | 4%                | Pivovarsky dvûr Chýně                    |
| Duchmaus Weissbier              | weizenbier         | 5,6%              | Rodinný Pivovar U Rybiček                |
| Eggenberg Dark Lager            | lager              |                   | Pivovar Eggenberg                        |
| Eggenberg Kristián              | pilsener           | 4%                | Pivovar Eggenberg                        |
| Eggenberg Pale Lager            | lager              | 5%                | Pivovar Eggenberg                        |
| Eliščino Královské              | lager, honingbier  | 6,2%              | Pivovar Rambousek                        |
| Flekovský Tmavý Ležák           | dunkel             | 4,6%              | Pivovar U Flekû                          |
| Gambrinus Premium               | lager, premium     | 5%                | Plzeňský Prazdroj (SABMiller)            |
| Gambrinus Světlé Pivo           | pilsener           | 4,1%              | Plzenský Prazdroj (SABMiller)            |
| Grošák                          | donkere lager      | 6,3%              | Minipivovar Koníček                      |
| Herold Bohemian Black Lager     | dunkel             | 5,3%              | Pivovar Herold                           |
| Herold Bohemian Blond           | pilsener           | 5,2%              | Pivovar Herold                           |
| Herold Bohemian Wheat Lager     | tarwebier          | 5%                | Pivovar Herold                           |
| IPA Samuraj                     | IPA                | 4,8%              | Pivovar Kocour Varndsorf                 |
| Jihlavský Grand                 | bokbier            | 8%                | Pivovar Jihlava                          |
| Jubiler                         | bokbier            | 7,5%              | Pivovar Vyškov                           |
| Koutská Desitka                 |                    | 4%                | Pivovar Kout na Šumavě                   |
| Koutská Nefiltrovaná Dvanáctka  |                    | 5%                | Pivovar Kout na Šumavě                   |
| Koutský Tmavý Speciál 18°       | porter             | 9%                | Pivovar Kout na Šumavě                   |
| Kozel Velkopopovický            | Boheemse pilsener  | 4,8%              | Plzenský Prazdroj (SABMiller)            |
| Krušovice Černé (Dark)          | dunkel             | 3,8%              | Pivovar Krušovice                        |
| Krušovice Imperial              | pilsener           | 5,0%              | Pivovar Krušovice                        |
| Krušovice Mušketýr (Musketeer)  |                    | 4,5%              | Pivovar Krušovice                        |
| Krušovice Světlé (Light)        | lager              | 3,8%              | Pivovar Krušovice                        |
| Lipan Světlý Ležák              |                    | 5%                | Pivovarský dvůr Dražič                   |
| Lobkowicz                       | lager              | 5%                | Lobkowiczký pivovar                      |
| Master Polotnavý                | amber              | 5,2%              | Plzeňský Prazdroj (SABMiller)            |
| Oldgott                         | lager              | 5,1%              | U Medvídků                               |
| Opat Bitter                     | bitter             | 4,2%              | Pivovar Broumov                          |
| Ostravar Premium                | lager, premium     | 5,1%              | Pivovar Ostravar                         |
| Pardubický Porter               | porter             | 8%                | Pivovar Pernštejn                        |
| Pilsner Urquell                 | pils               | 4,4%              | Brouwerij Pilsner Urquell                |
| Primátor Double 24%             | Baltische porter   | 10,5%             | Pivovar Náchod                           |
| Primátor Exklusiv 16%           | lager              | 7,5%              | Pivovar Náchod                           |
| Primátor Polotmavý 13%          | amber Weense stijl | 5,5%              | Pivovar Náchod                           |
| Primátor Weizenbier             | weizenbier         | 5%                | Pivovar Náchod                           |
| Richter Černý Speciál 14°       |                    | 5,5%              | Brouwerij Richter                        |
| Radegast                        | lager              | 3,6-5,1%          | Pivovar Radegast                         |
| Rychtář Premium 12°             | lager, premium     | 5%                | Pivovar Hlinsko                          |
| Samson Budweiser Bier Premium   | lager              | 4,7%              | Budějovický Měšt'anský Pivovar           |
| Staropramen Braník              | lager              | 4,1%              | Pivovary Staropramen (AB-InBev)          |
| Staropramen Granát              | lager Weense stijl | 5%                | Pivovary Staropramen (AB-InBev)          |
| Staropramen Ležák               | lager              | 5%                | Pivovary Staropramen (AB-InBev)          |
| Staropramen Svétly              | lager              | 4%                | Pivovary Staropramen (AB-InBev)          |
| Štěpán Pale Lager               | lager              | 4%                | Pivovarský Dům                           |
| Svijanský Rytiř                 | lager              | 5%                | Pivovar Svijany                          |
| The Troobacz                    | donkere lager      | 4,3%              | Pivovar Štramberk                        |
| Vendelín Světlý Ležák           |                    | 4,8%              | Rodinný Pivovar Vendelín                 |
| X-Beer 33°                      | strong lager       | 12,6%             | U Medvídků                               |
| Žamberecky Kanec Imperial Stout | imperial stout     | 5,5%              | Pivovar Žamberik                         |
| Žatec                           | lager              | 4,6%              | Žatecký Pivovar                          |
| Žatec Xantho                    | donkere lager      | 5,7%              | Žatecký Pivovar                          |
| Zlatopramen 11°                 | lager              | 5,1%              | Zlatopramen (Drinks Union)               |
| Zvíkovský Rarášek               | gemberbier         | 4,5%              | Pivovarský dvůr Zvíkov                   |

## Turkije
| Merk        | Soort | Alcoholpercentage | Brouwerij           |
| ----------- | ----- | ----------------- | ------------------- |
| Efes Pilsen | pils  | 5%                | Efes Beverage Group |

## Turks- en Caicoseilanden
| Merk              | Soort | Alcoholpercentage | Brouwerij           |
| ----------------- | ----- | ----------------- | ------------------- |
| Turk's Head Light | lager | 4,8%              | Turk's Head Brewery |
| Turk's Head Amber |       | 6%                | Turk's Head Brewery |

## Vietnam
| Merk       | Soort | Alcoholpercentage | Brouwerij     |
| ---------- | ----- | ----------------- | ------------- |
| Hue Beer   | lager | 5%                | Hue Brewery   |
| Bia Ha noi | lager | 3%                | Hanoi Brewery |

## Venezuela
| Merk            | Soort | Alcoholpercentage | Brouwerij           |
| --------------- | ----- | ----------------- | ------------------- |
| Polar           | pils  | 5%                | Cervecería Polar    |
| Regional Pilsen | pils  | 5%                | Cervecería Regional |

## Verenigde Staten
| Merk                                       | Soort                    | Alcoholpercentage | Brouwerij                         |
| ------------------------------------------ | ------------------------ | ----------------- | --------------------------------- |
| 5 Barell Pale Ale                          | pale Ale                 | 5,2%              | Odell Brewing Company             |
| #9                                         |                          | 4,6%              | Magic Hat Brewing Company         |
| 10 Commandments                            |                          | 9%                | The Lost Abbey                    |
| 90 Minute Imperial IPa                     | IPA                      | 9%                | Dogfish Head                      |
| 90 Shilling                                | ale                      | 5,6%              | Odell Brewing Company             |
| 1554                                       | Black Lager              | 5,6%              | New Belgium Brewing Company       |
| Abbey                                      | Belgian-style dubbel     | 7%                | New Belgium Brewing Company       |
| The Abyss                                  | imperial stout           | 11%               | Deschutes Brewery                 |
| Adam                                       |                          | 10%               | Hair of the Dog Brewing           |
| Alaskan Amber                              | ale                      | 5,3%              | Alaskan Brewing                   |
| Alaskan ESB                                | bitter                   | 5%                | Alaskan Brewing                   |
| Alaskan Smoked Porter                      | porter                   | 6,5%              | Alaskan Brewing                   |
| AleSmith IPA                               | IPA                      | 7,2%              | AleSmith Brewing                  |
| Allagash Tripel Reserve                    | tripel                   | 9%                | Allagash Brewing                  |
| Alpha Dog                                  | IPA                      | 8%                | Laughing Dog Brewing              |
| Alpha King                                 | ale                      | 6%                | Three Floyds                      |
| Anchor Porter                              | porter                   | 5,6%              | Anchor Brewing Company            |
| Anchor Steam Beer                          | stoombier                | 4,9%              | Anchor Brewing Company            |
| Angel's Share Ale                          | ale OA                   | 11,5%             | The Lost Abbey                    |
| Anniversary Ale                            | ale OA                   | 13%               | Firestone Walker Brewing          |
| Arrogant Bastard Ale                       | ale                      | 7,2%              | Stone Brewing                     |
| Autumnal Fire                              | lager                    | 7,3%              | Capital Brewery                   |
| Avatar Jasmine IPA                         | IPA                      | 6,3%              | Elysian Brewing                   |
| Bam Bière                                  | ale                      | 4,5%              | Jolly Pumpkin Artisan Ales        |
| Bard's The Original Sorghum Malt Beer      | glutenvrij (sorghumbier) | 4,6%              | Bard's Tale Beer                  |
| Bell's Amber Ale                           | ale                      | 5,8%              | Bell's Brewery                    |
| Bell's Cherry Stout                        | fruitbier                | 8,5%              | Bell's Brewery                    |
| Big Daddy                                  | IPA                      | 6,5%              | Speakeasy Ales & Lagers           |
| Big Hoppy Monster                          | Imperial red ale         | 8,7%              | Terrapin Beer Company             |
| Big Swede                                  |                          | 8%                | Viking Brewing Company            |
| Bikini Blonde Lager                        | lager                    | 4,5%              | Maui Brewing Co.                  |
| Bitch Creek ESB                            | bitter                   | 5,5%              | Grand Teton Brewing Company       |
| Bittersweet Lenny's RIPA                   | IPA                      | 10%               | Schmatlz Brewing                  |
| Black Bavarian                             | Schwarzbier              | 5,9%              | Brouwerij Sprecher                |
| Black Butte Porter                         | porter                   | 5,2%              | Deschutes Brewery                 |
| Black Chocolate Stout                      | stout                    | 10%               | Brooklyn Brewery                  |
| Black Forest                               | Schwarzbier              | 5,3%              | Matt Brewing Company              |
| Black Gold Bourbon Imperial Stout          | imperial stout           | 10,5%             | Full Sail Brewing                 |
| Black Hawk Stout                           | stout                    | 5,2%              | Mendocino Brewing Company         |
| Black Sand Porter                          | porter                   | 6,8%              | Kona Brewing Company              |
| Blonde Doppelbock                          | bokbier                  | 7,8%              | Capital Brewery                   |
| Blue Moon                                  | witbier                  | 5,4%              | Blue Moon Brewing Company         |
| Boont Amber Ale                            | ale                      | 5,8%              | Anderson Valley Brewing Company   |
| Bourbon County Stout                       | stout                    | 13%               | Goose Island Beer Company         |
| BridgePort India Pale Ale                  | IPA                      | 5,5%              | BridgePort Brewing Company        |
| BridgePort Old Knucklehead                 | gerstewijn               | 9%                | BridgePort Brewing Company        |
| Brooklyn Lager                             | lager                    | 5,2%              | Brooklyn Brewery                  |
| Brooklyn Local 1                           |                          | 9%                | Brooklyn Brewery                  |
| Brooklyner-Schneider Hopfen-Weisse         | tarwebier                | 8,5%              | Brooklyn Brewery                  |
| Brother Thelonious                         | Belgian style abbey ale  | 9,3%              | North Coast Brewing               |
| Bud Light                                  | lager                    | 4,1%              | Anheuser-Busch InBev              |
| Bud                                        | lager                    | 5%                | AB-InBev                          |
| Caldera IPA                                | IPA                      | 6,1%              | Camdera Brewing                   |
| Cane and Ebel                              | rogge-ale                | 7%                | Two Brothers Brewing Company      |
| Cascade Cuvée du Jongleur                  | Belgian Style OA         | 8,4%              | Cascade Brewing                   |
| Cascade Kriek Ale                          | fruitbier                | 8,1%              | Cascade Brewing                   |
| CascaZilla                                 | red ale                  | 6,5%              | Ithaca Beer Company               |
| Celebration Ale                            | ale                      | 6,8%              | Sierra Nevada Brewing Company     |
| Celis White                                | witbier                  | 5%                | Michigan Brewing                  |
| Coconut Porter                             | porter                   | 5,7%              | Maui Brewing Co.                  |
| Collaboration Not Litigation               | ale                      | 8,7%              | Avery Brewing Company             |
| Consecration                               | fruitbier, OA            | 10,5%             | Russian River Brewing             |
| Coors Light                                | light bier               | 4,2%              | Coors Brewing Company             |
| Cottonwood Pumpkin Spiced Ale              | kruidenbier              | 6%                | Carolina Beer Company             |
| Curieux                                    | tripel                   | 10,5%             | Allagash Brewing                  |
| Cutthroat Porter                           | porter                   | 4,8%              | Odell Brewing Company             |
| Cuvée de Tomme                             | ale, OA                  | 11,5%             | The Lost Abbey                    |
| Dale's Pale Ale                            | pale Ale                 | 6,5%              | Oskar Blues Brewery               |
| Dark Lord                                  | Russian imperial stout   | 13%               | Three Floyds                      |
| Dead Guy Ale                               | ale                      | 6,5%              | Rogue Ales                        |
| Decadence                                  | ale                      | 9,9-11% (var)     | AleSmith Brewing                  |
| Deep Water Doppelbock Lager                | bokbier                  | 7%                | Thomas Creek Brewery              |
| The Dissident                              | fruitbier, OA            | 9%                | Deschutes Brewery                 |
| Dogfish Head World Wide Stout              | stout                    | 18%               | Dogfish Head                      |
| Domaine DuPage                             |                          | 5,9%              | Two Brothers Brewing Company      |
| Dortmunder Gold                            | Dortmunder               | 5,8%              | Great Lakes Brewing Co.           |
| Double Barrel Ale                          | ale                      | 5%                | Firestone Walker Brewing Company  |
| Double Simcoe IPA                          | IPa                      | 9%                | Weyerbacher Brewing               |
| Downtown Brown                             | ale                      | 5%                | Lost Coast Brewery                |
| Dragonstooth Stout                         | stout                    | 7,2%              | Elysian Brewing                   |
| Drake's IPA                                | IPA                      | 7%                | Drake's Brewing Company           |
| Drayman's Porter                           | porter                   | 6,2%              | Berkshire Brewing Company         |
| Drop Top Amber Ale                         | ale                      | 5%                | Widmer Brothers Brewing           |
| The Duck-Rabbit Baltic Porter              | porter                   | 9%                | Duck-Rabbit Craft Brewery         |
| The Duck-Rabbit Milk Stout                 | stout                    | 5,7%              | Duck-Rabbit Craft Brewery         |
| Eclipse Imperial Stout                     | imperial stout           | 9,5%              | FiftyFifty Brewing                |
| Eel River Organic Porter                   | porter                   | 5,8%              | Eel River Brewing                 |
| El Toro Negro Oatmeal Stout                | stout                    | 5,5%              | El Toro Brewing Company           |
| Ellie's Brown Ale                          | ale                      | 5,5%              | Avery Brewing Company             |
| Fancy Lawmmower                            | Kölsch                   | 4,7%              | Saint Arnold Brewing              |
| Fat Dog Stout                              | stout                    | 9%                | Stoudt's Brewing Company          |
| Fat Tire Amber Ale                         | ale                      | 5,3%              | New Belgium Brewing               |
| Feast of Fools                             | fruitbier                | 5,3%              | Magic Hat Brewing Company         |
| Fish Tale Leviathan                        | gerstewijn               | 10%               | Fish Brewing Company              |
| Flying Fish Belgian Style Dubbel           | dubbel                   | 7,2%              | Flying Fish Brewing Company       |
| Flying Fish Exit 11                        | tarwebier                | 6,2%              | Flying Fish Brewing Company       |
| Founders Breakfast Stout                   | stout                    | 8,3%              | Founders Brewing Co.              |
| Fred                                       | tripel                   | 10%               | Hair of the Dog Brewing           |
| Furthermore Knot Stock                     | blond                    | 5,5%              | Furthermore Beer                  |
| Geary's Pale Ale                           | pale ale                 | 4,5%              | D.L. Geary Brewing                |
| General Washington's Tavern Porter         | porter                   | 7%                | Yards Brewing                     |
| Gonzo Imperial Porter                      | porter                   | 7,8%              | Flying Dog Brewery                |
| Goose Island India Pale Ale                | IPA                      | 5,9%              | Goose Island Beer Company         |
| Great Lakes Edmund Fitzgerald Porter       | porter                   | 5,8%              | Great Lakes Brewing Co.           |
| Green Peppercorn Tripel                    | tripel, kruidenbier      | 9,2%              | The Brewer's Art                  |
| Gumballhead                                | tarwebier                | 4,8%              | Three Floyds                      |
| Hampshire Special Ale                      | ale                      | 7%                | D.L. Geary Brewing                |
| Harpoon Munich Dark                        | Dunkel                   | 5,5%              | Harpoon Brewery                   |
| Hell or Night Watermelon Wheat             | fruitbier                | 5,5%              | 21st Amendment Brewery            |
| Hemp Ale                                   | ale                      | 5,7%              | Nectar Ales                       |
| Hercules Double IPA                        | IPA                      | 10%               | Great Divide Brewing              |
| Hibernation Ale                            | ale                      | 8,1%              | Great Divide Brewing              |
| Highland Oatmeal Porter                    | porter                   | 5,8%              | Highland Brewing Company          |
| Hog Heaven                                 | gerstewijn               | 9,2%              | Avery Brewing Company             |
| Hop Head                                   | Imperial IPA             | 8,7%              | Bend Brewing Company              |
| Hop Monkey IPA                             | IPA                      | 6%                | Laurelwood Brewing Company        |
| Hop Rod Rye                                | IPA, roggebier           | 8%                | Bear Republic Brewing             |
| Hop-15                                     |                          | 10,5%             | Port Brewing Company              |
| Imperial Pumking                           | seizoensbier             | 9%                | Southern Tier Brewing             |
| India Pelican Ale                          | ale                      | 7,5%              | Pelican Pub & Brewery             |
| In-Heat Wheat                              | tarwebier                | 4,7%              | Flying Dog Brewery                |
| John Barleycorn Barleywine Ale             | gerstewijn               | 9%                | Mad River Brewing Company         |
| Juniper Pale Ale                           | pale ale                 | 5,3%              | Rogue Ales                        |
| Kiwanda Cream Ale                          | ale                      | 5,2%              | Pelican Pub & Brewery             |
| Kodiak Brown Ale                           | ale                      | 5%                | Midnight Sun Brewing Co.          |
| Krampus Imperial Helles Lager              | lager                    | 9%                | Southern Tier Brewing             |
| La Folie                                   | sour ale, OA             | 6%                | New Belgium Brewing               |
| La Roja                                    | ale                      | 7,2%              | Jolly Pumpkin Artisan Ales        |
| Lagunitas Brown Sugga                      |                          | 9,5%              | Lagunitas Brewing Company         |
| Lagunitas IPA                              | IPA                      | 6,2%              | Lagunitas Brewing Company         |
| Lagunitas Maximus                          | IPA                      | 7,5%              | Lagunitas Brewing Company         |
| Lagunitas Pils                             | pils                     | 5,3%              | Lagunitas Brewing Company         |
| Lancaster Milk Stout                       | stout                    | 5,3%              | Lancaster Brewing Company         |
| Le Freak                                   |                          | 9,2%              | Green Flash Brewing               |
| Le Merle                                   | seizoensbier             | 7,9%              | North Coast Brewing               |
| Leafer Madness                             | IPA                      | 9%                | Beer Valley Brewing               |
| Left Hand Milk Stout                       | stout                    | 5,3%              | Left Hand Brewing                 |
| Left Hand Sawtooth Ale                     | ale                      | 4,8%              | Left Hand Brewing                 |
| Liberty Ale                                | ale                      | 6%                | Anchor Brewing Compnay            |
| Longfellow Winter Ale                      | ale                      | 5,8%              | Shipyard Brewing                  |
| Mad Elf Ale                                | kerstbier                | 11%               | Tröegs Brewing                    |
| Mad Hatter                                 | IPA                      | 5,2%              | New Holland Brewing Company       |
| Magnumus Ete Tomahawkus ESB                | bitter                   | 8%                | Rock Art Brewery                  |
| Maharaja Imperial India Pale Ale           | IPA                      | 10,2%             | Avery Brewing Company             |
| Mamma Mia! Pizza Beer                      |                          | 4,6%              | Pizza Beer Company                |
| Matilda                                    |                          | 7%                | Goose Island Beer Company         |
| Midas Touch                                | ale                      | 9%                | Dogfish Head                      |
| Moose Drool Brown Ale                      | ale                      | 5,3%              | Big Sky Brewing Company           |
| Mothership Wit                             | witbier, biobier         | 4,8%              | New Belgium Brewing               |
| Napa Smith Wheat Beer                      | tarwebier                | 4,8%              | Napa Smith Brewing                |
| Oak Aged Yeti Imperial Stout               | imperial stout           | 9,5%              | Great Divide Brewing              |
| Oatis Oatmeal Stout                        | stout                    | 7,2%              | Ninkasi Brewing                   |
| Obliteration V                             |                          | 8,2%              | Midnight Sun Brewing Co.          |
| Odell IPA                                  | IPA                      | 7%                | Odell Brewing Company             |
| Old Boardhead Barleywine Ale               | gerstewijn               | 9%                | Full Sail Brewing                 |
| Old Crustacean                             | gerstewijn               | 11,5%             | Rogue Ales                        |
| Old Foghorn                                | gerstewijn               | 8,8%              | Anchor Brewing Company            |
| Old No.38 Stout                            | stout                    | 5,5%              | North Coast Brewing               |
| Old Rasputin Russian Imperial Stout        | Russian imperial stout   | 9%                | North Coast Brewing               |
| Old Stock Ale                              | gerstewijn               | 12,5%             | North Coast Brewing               |
| Old Thumper Extra Special Ale              | ale                      | 5,9%              | Shipyard Brewing                  |
| OMB Copper                                 | altbier                  | 4,8%              | Olde Mecklenburg Brewery          |
| Ommegang Abbey Ale                         | dubbel                   | 8,5%              | Brewery Ommegang (Duvel Moortgat) |
| Orchard White                              | witbier                  | 5,7%              | The Bruery                        |
| Oro de Calabaza                            |                          | 8%                | Jolly Pumpkin Artisan Ales        |
| Our Special Ale                            | kerstbier                | 5,5-6%            | Anchor Brewing Company            |
| Pabst Blue Ribbon                          | tarwebier                | 4,7%              | Pabst Brewing                     |
| Pike IPA                                   | IPA                      | 6,3%              | Pike Brewing Company              |
| Pike Monk's Uncle Tripel Ale               | tripel                   | 9%                | Pike Brewing Company              |
| Pikeland Pils                              | pils                     | 4,9%              | Sly Fox Brewing                   |
| Pliny the Elder                            | IPA                      | 8%                | Russian River Brewing             |
| The Poet                                   | stout                    | 5,2%              | New Holland Brewing Company       |
| Point Reyes Porter                         | porter                   | 6%                | Marin Brewing Co.                 |
| Pullman Brown Ale                          | ale                      | 6%                | Flossmoor Station Brewing Company |
| Pure Hoppiness                             | dubbele IPA              | 8%                | Alpine Beer Company               |
| Racer 5                                    | IPA                      | 7%                | Bear Republic Brewing             |
| Raison d'Être                              | druivenbier              | 8%                | Dogfish Head                      |
| Red Poppy Ale                              | ale                      | 5,5%              | The Lost Abbey                    |
| Rejewvenator                               | dubbel                   | 7,8%              | Schmaltz Brewing                  |
| Robert the Bruce                           | ale                      | 6,5%              | Three Floyds                      |
| Rogue Mocha Porter                         | porter                   | 5,1%              | Rogue Ales                        |
| Ryan O'Sullivan's Imperial Stout           | stout                    | 10%               | Moylan's Brewing Co.              |
| Sacramento Russian Imperial Stout          | stout                    | 8,1%              | Sacramento Brewing                |
| Saint Arnold Summer Pils                   | pils                     | 4,9%              | Saint Arnold Brewing              |
| Saison Athene                              | seizoensbier             | 7,5%              | Saint Somewhere Brewing           |
| Saison Rue                                 | saison                   | 8,5%              | The Bruery                        |
| Saison-Brett                               | seizoensbier             | 8,5%              | Boulevard Brewing                 |
| Sam Adams Utopias                          | gerstewijn               | 27%               | Boston Beer                       |
| Samuel Adams Boston Lager                  | lager                    | 4,9%              | Boston Beer                       |
| Samuel Adams Double Bock                   | bokbier                  | 9,5%              | Boston Beer                       |
| Samuel Adams Irish Red                     | ale                      | 5,5%              | Boston Beer                       |
| Schell Pilsner                             | pils                     | 5,6%              | August Schell Brewing Company     |
| Schmaltz's Alt                             | altbier                  | 5,1%              | August Schell Brewing Company     |
| Session Lager                              | lager                    | 5,1%              | Full Sail Brewing                 |
| Sexual Chocolate                           | imperial stout           | 9,7%              | Foothills Brewing                 |
| Shakespeare Stout                          | stout                    | 5,8%              | Rogue Ales                        |
| Shipyard IPA                               | IPA                      | 5,8%              | Shipyard Brewing                  |
| Siamese Twin Ale                           | ale, kruidenbier         | 8,5%              | Uncommon Brewers                  |
| Sierra Nevada Bigfoot Barleywine Style Ale | gerstewijn               | 10,4%             | Sierra Nevada Brewing Company     |
| Sierra Nevada Harvest                      | ale                      | 6,7%              | Sierra Nevada Brewing Company     |
| Sierra Nevada Kellerweis Hefeweizen        | weizenbier               | 4,8%              | Sierra Nevada Brewing Company     |
| Sierra Nevada Pale Ale                     | pale ale                 | 5,6%              | Sierra Nevada Brewing Company     |
| Small Craft Warning                        |                          | 7,2%              | Clipper City Brewery              |
| S'muttonator                               | dubbelbock               | 8,8%              | Smuttynose Brewing                |
| Snow Cap                                   | ale                      | 7%                | Pyramid Breweries                 |
| Southampton Double White                   | witbier                  | 6,7%              | Southampton Ales & Lagers         |
| Speedway Stout                             | stout                    | 12%               | AleSmith Brewing                  |
| Sprecher Hefe Weiss                        | weizenbier               | 4,2%              | Sprecher                          |
| St. Nicolaus Bock Bier                     | bokbier                  | 7,5%              | Penn Brewery                      |
| Stone IPA                                  | IPA                      | 6,9%              | Stone Brewing                     |
| Stone Ruination IPA                        | IPA                      | 7,7%              | Stone Brewing                     |
| Stone Smoked Porter                        | porter                   | 5,9%              | Stone Brewing                     |
| Stoudt's Pils                              | pils                     | 5,4%              | Stoudt's Brewing Company          |
| Supplication                               | ale, OA                  | 7%                | Russian River Brewing             |
| Surly Coffee Bender                        | ale, koffiebier          | 5,2%              | Surly Brewing                     |
| Surly Furious                              | American IPA             | 6,2%              | Surly Brewing                     |
| Survival "7-Grain" Stout                   | stout                    | 5,3%              | Hopworks Urban Brewery            |
| Tank 7 Farmhouse Ale                       | saison                   | 8,5%              | Boulevard Brewing Company         |
| Temptation                                 | sour ale, OA             | 7,2%              | Russian River Brewing             |
| Terrapin Rye Pale Ale                      | pale ale                 | 5,5%              | Terrapin Beer Company             |
| Three Philosophers                         | quadrupel                | 9,8%              | Brewery Ommegang                  |
| Titan IPA                                  | IPA                      | 6,8%              | Great Divide Brewing              |
| Tommyknocker Butthead                      | ale                      | 8,2%              | Tommyknocker Brewery              |
| Torpedo Extra IPA                          | IPA                      | 7,2%              | Sierra Nevada Brewing Company     |
| Tricerahops Double IPA                     | IPA                      | 8,8%              | Ninkasi Brewing                   |
| Tripel                                     | Belgian-style ale        | 8,5%              | New Belgium Brewing Company       |
| Tripel de Ripple                           | tripel                   | 9,8%              | Brugge Brasserie                  |
| Troegenerator Double Bock                  | bokbier                  | 8,2%              | Tröegs Brewing                    |
| Turbodog                                   |                          | 6,1%              | Abita Brewing                     |
| Two Hearted Ale                            | ale                      | 7%                | Bell's Brewery Inc.               |
| Two Jokers Double Wit                      | tarwebier                | 8%                | Boulevard Brewing                 |
| Uff-Da                                     | bokbier                  | 7,3%              | New Glarus Brewing Co.            |
| Union Jack IPA                             | IPA                      | 7,5%              | Firestone Walker Brewing          |
| Upstream Gueuze-Lambic                     | geuze                    | 6,5%              | Upstream Brewing Company          |
| Victory Golden Monkey                      | tripel                   | 9,5%              | Victory Brewing                   |
| Victory HopDevil                           | IPA                      | 6,7%              | Victory Brewing                   |
| Victory Prima Pils                         | pils                     | 5,3%              | Victory Brewing                   |
| Victory Storm King Imperial Stout          | imperial stout           | 9,2%              | Victory Brewing                   |
| The Vine                                   | sour ale, OA             | 9,2%              | Cascade Brewing                   |
| Wailing Wench                              | ale                      | 8%                | Middle Ages Brewing               |
| West Coast India Pale Ale                  | IPA                      | 7,5%              | Green Flash Brewing               |
| Wheat Wine Ale                             | tarwewijn                | 11,4%             | Smuttynose Brewing                |
| Widmer Hefeweizen                          | weizenbier               | 4,9%              | Widmer Brothers Brewing           |
| Winter Humbug'r                            | porter                   | 5,3%              | MacTarnahan's Brewing             |
| Wisconsin Belgian Red                      | fruitbier                | 5,1%              | New Glarus Brewing Co.            |
| The Wise ESB                               | bitter                   | 5,9%              | Elysian Brewing                   |
| XS: Imperial India Pale Ale                | IPA                      | 9,2%              | Rogue Ales                        |
| XS: Imperial Stout                         | stout                    | 11%               | Rogue Ales                        |
| Yuengling Dark Brewed Porter               | porter                   | 4,7%              | D.G.Yuengling & Son               |
| Zonker Stout                               | stout                    | 5,4%              | Snake River Brewing               |

## Wales
| Merk             | Soort      | Alcoholpercentage | Brouwerij            |
| ---------------- | ---------- | ----------------- | -------------------- |
| Brains Dark      | mild ale   | 4,1%              | SA Brain & Company   |
| Brains SA        | ale        | 4,2%              | SA Brain & Company   |
| Buddy Marvellous | ale        | 4%                | Bryncelyn Brewery    |
| Otley O1         | blond      | 4%                | Otley Brewery        |
| Otley O8         | gerstewijn | 8%                | Otley Brewery        |
| Snowdonia Ale    | ale        | 3,6%              | Purple Moose Brewery |
| Ysprid y Ddraig  | oak aged   | 6,5%              | Breconshire Brewery  |

## Wit-Rusland
| Merk                  | Soort      | Alcoholpercentage | Brouwerij          |
| --------------------- | ---------- | ----------------- | ------------------ |
| Krinitsa Porter       | Porter     | 8%                | Brouwerij Krinitsa |
| Olivaria Beloe Zoloto | weizenbier | 5%                | Brouwerij Olivaria |
| Olivaria Porter       | Porter     | 6,8%              | Brouwerij Olivaria |

## Zuid-Afrika
| Merk              | Soort       | Alcoholpercentage | Brouwerij                 |
| ----------------- | ----------- | ----------------- | ------------------------- |
| Castle Lager      | lager       | 5%                | SABMiller                 |
| Castle Milk Stout | stout       | 6%                | SABMiller                 |
| Durban Pale Ale   | pale ale    | 5,7%              | Shongweni Brewery         |
| iJuba Special     | sorghumbier | 3-4%              | United National Breweries |
| Mitchell's 90/-   |             | 5%                | Mitchell's Knysna Brewery |
| Raven Stout       | stout       | 5%                | Mitchell's Knysna Brewery |

## Zuid-Korea
| Merk      | Soort | Alcoholpercentage | Brouwerij      |
| --------- | ----- | ----------------- | -------------- |
| Prime Max | lager | 4,5%              | Brouwerij Hite |

## Zweden
| Merk                      | Soort           | Alcoholpercentage | Brouwerij              |
| ------------------------- | --------------- | ----------------- | ---------------------- |
| D. Carnegie & Co. Porter  | porter          | 5,5%              | Carlsberg Sverige      |
| Falcon                    | lager           | 0-7,2%            | Carlsberg Sverige      |
| Jämtlands Heaven          | donkere lager   | 5%                | Jämtlands Bryggeri     |
| Nils Oscar God Lager      | lager           | 5,3%              | Nils Oscar Bryggeri    |
| Nils Oscar Imperial Stout | stout           | 7%                | Nils Oscar Brewery     |
| Nils Oscar Kalasöl        | oktoberfestbier | 5,2%              | Nils Oscar Brewery     |
| Nils Oscar Rökporter      | rookporter      | 6%                | Nils Oscar Brewery     |
| Pickla Pils               | pils            | 4,8%              | Nynäshamns Ångbryggeri |
| Pripps Blå                | lager           | 2,2-7%            | Carlsberg Sverige      |
| Sofiero Original          | lager           | 2,8-7,5%          | Kopparbergs Bryggeri   |

## Zwitserland
| Merk                        | Soort        | Alcoholpercentage | Brouwerij                        |
| --------------------------- | ------------ | ----------------- | -------------------------------- |
| Aare Weizen Bier            | tarwebier    | 5%                | Brauerei Aare Bier               |
| Appenzeller Bier            | pils         | 4,8%              | Brauerei Locher AG               |
| Bärni Dunkel                | Zwickelbier  | 5,2%              | Brauerei Felsenau                |
| Bärner Weizenbier           | tarwebier    | 5,4%              | Brauerei Felsenau AG             |
| Bier-Bienne                 |              | 5,2%              | Augenbrauerei Biel               |
| Calanda                     | pils         | 4,8%              | Brauerei Calanda                 |
| Einsiedler Lager Hell       | lager        | 4,5%              | Brauerei Rosengarten             |
| Feldschlösschen             | pils         | 5%                | Brauerei Feldschlösschen         |
| Hanfblüte                   |              | 5,2%              | Brauerei Locher                  |
| La Meule                    | saison       | 6%                | Brasserie des Franches-Montagnes |
| La Semeuse Espresso Stout   | stout        | 7,5%              | Brasserie Trois Dames            |
| L'Abbaye de Saint Bon-Chien | sour ale, OA | 11% (var)         | Brasserie des Franches-Montagnes |
| Naturperle                  | biobier      | 5,2%              | Brauerei Locher                  |
| Schwarzer Kristall          |              | 6,3%              | Brauerei Locher                  |
| Trois Dames IPA             | IPA          | 6,5%              | Brasserie Trois Dames            |
| Vollmond Bier               | biobier      | 5,2%              | Brauerei Locher                  |
| Wartmann's No.2 Bitter Ale  | bitter       | 9%                | Brauhaus Sternen                 |